# 루트비히 판 베토벤
루트비히 판 베토벤(독일어: Ludwig van Beethoven, 독일어 발음: [ˈluːtvɪç fan ˈbeːtˌhoːfn̩] ( 듣기), 1770년 12월 17일 ~ 1827년 3월 26일)은 독일의 서양 고전 음악 작곡가이자 피아니스트이다. 독일의 본에서 태어났으며, 성인이 된 이후 거의 오스트리아 빈에서 살았다. 감기와 폐렴의 합병증으로 투병하다가 56세로 세상을 떠난 그는 고전주의와 낭만주의의 전환기에 활동한 주요 음악가이며, 종종 영웅적인 인물로도 묘사된다. 음악의 성인(聖人) 즉 악성(樂聖)이라는 별칭으로도 불린다.
가장 많이 알려진 작품으로는 《교향곡 3번》, 《교향곡 5번》, 《교향곡 6번》, 《교향곡 9번》, 《비창 소나타》, 《월광 소나타》등이 있다.

## 생애

### 집안

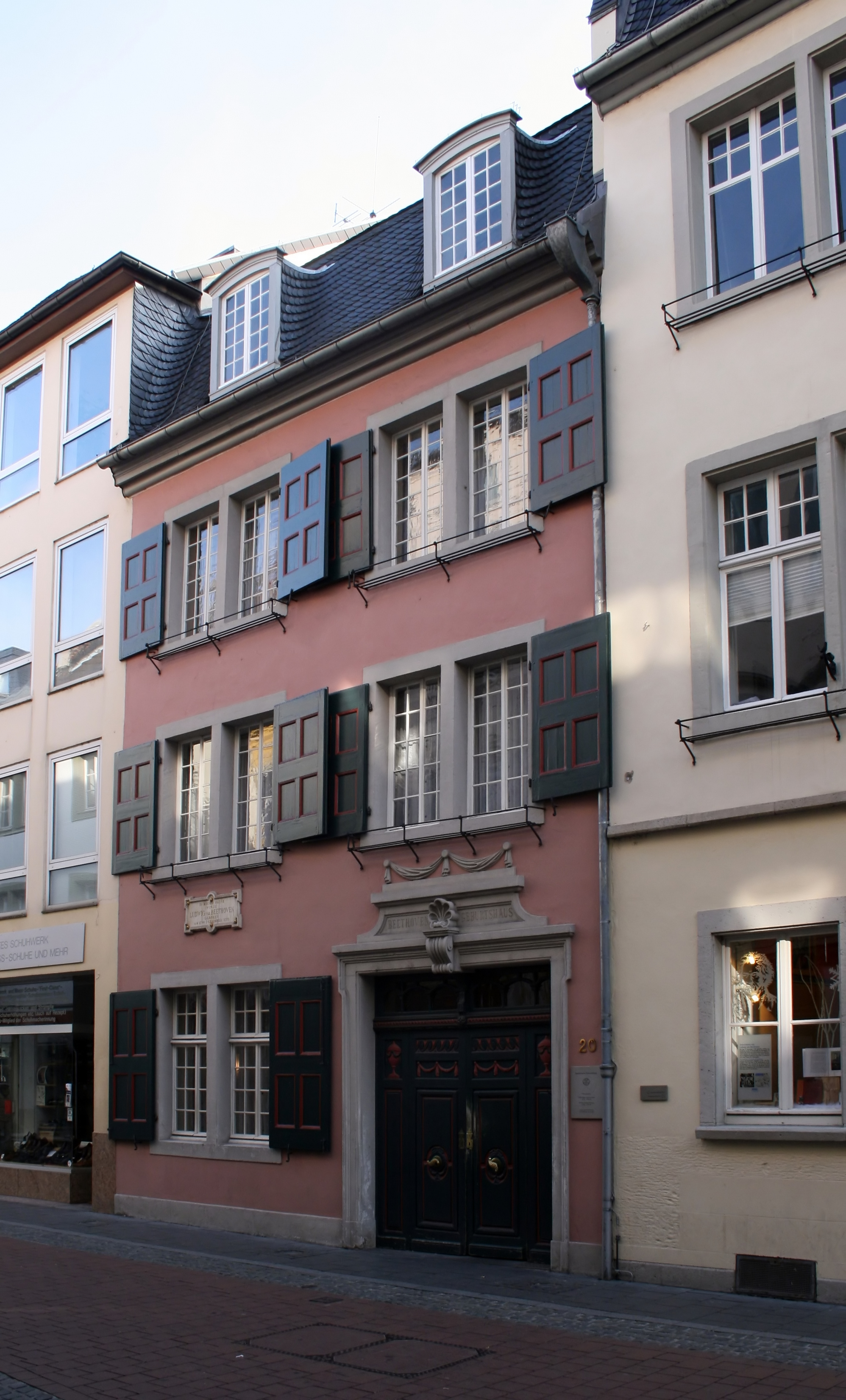
본슈트라세 20번지의 베토벤 탄생지, 현재는 베토벤 하우스 박물관

베토벤의 조부는 21세의 나이에 브라반트 오스트리아 공국(현재 벨기에 플랑드르 지역)의 메헬렌 마을에서 본으로 이주했고 손자와 동명인 루트비히 판 베토벤(Ludwig van Beethoven, 1712–1773)이었다. 루트비히는 쾰른 선제후인 클레멘스 아우구스트의 궁정에서 베이스 가수로 고용되어 1761년에 카펠마이스터가 되었으며, 본에서 저명한 음악가가 되었다. 루트비히가 죽기 전에 주문 제작한 초상화는 일종의 음악적 부적으로 그의 손자 루트비히의 방에 걸려 있었다. 루트비히는 같은 궁정에서 테너로 고용되어 노래를 불렀으며 때때로 부업으로 건반악기와 바이올린 레슨을 했던 외아들 요한(Johann van Beethoven, 1740–1792)이 있었다.
요한은 1767년에 마리아 마그달레나 케베리히(Maria Magdalena Keverich, 1746–1787)와 결혼하였다. 그녀는 트리어 대주교 궁정의 수석 요리사였던 하인리히 케베리히(Johann Heinrich Keverich, 1701–1759)의 딸이었다. 루트비히 판 베토벤은 현재 본의 본슈트라세 20번지의 베토벤 하우스 박물관에 해당하는 건물에서 태어났는데, 그의 생년월일에 대한 확실한 기록은 없지만 1770년 12월 17일에 성 레미기우스 가톨릭 교구에서 세례를 받은 기록이 전해진다. 당시 이 지역의 관습은 출생 후 24시간 이내에 세례를 행하는 것이었다. 따라서 베토벤 자신도 본인의 생일을 12월 16일로 여겨왔으나 직접적인 문헌 증거는 없다.
요한 판 베토벤에게서 태어난 일곱 자녀 중 두 번째로 태어난 루트비히와 두 명의 남동생 만이 유아기에서 살아 남았다. 첫째 동생인 카스파 안톤 카를 베토벤(Kaspar Anton Karl van Beethoven, 1774–1815)은 형과 같이 작곡가가 되려고 했지만 일찍 포기하고 세무서원이 되었다. 피아노를 웬만큼 치기는 하였지만 별다른 재능이 없었기에 형의 비서 역할을 맡으며 출판을 도왔다. 하지만 나중에 형의 평판이 높아지자 형의 작품을 처분해서 한 몫 보려는 생각으로 형이 출판을 꺼려했던 초기의 습작들을 팔아치우는 등 여러 가지로 형을 괴롭혔다. 카스파의 아들도 삼촌인 베토벤에게 말할 수 없는 괴로움을 안겨주었다. 막내동생인 니콜라우스 요한(Nikolaus Johann van Beethoven, 1776–1848) 역시 베토벤에게 골치 아픈 존재였다. 요한은 형의 도움으로 약제사가 되어 상당한 돈을 모은 후 형에게 빌려주고는 그것을 미끼로 형의 작품을 마음대로 처분했다. 형의 반대를 꺾고 품행이 단정치 못한 여인과 결혼한 후부터는 더 멀어졌다. 사업수완이 좋아서 제법 재산을 모았으나 베토벤이 어려운 곤경에 처했을 때에도 결코 도우려고 하지 않았다.

### 어린 시절
베토벤은 아버지 요한에게서 처음 음악을 배웠다. 흔히 어린 베토벤을 이야기할 때 "건반 악기 앞에 세워놓았고 아이는 대개 울고 있었다"고 회자하며 요한을 가혹한 선생으로 묘사한다. 그러나 음악학자이자 음악평론가인 조지 그로브(Sir George Grove, 1820–1900)의 그로브 음악과 음악인 사전에서는 요한의 그런 행동에 대한 확실한 기록 증거가 없다고 지적하며, "억측과 속설은 둘 다 늘어나는 법"이라고 적는다. 요한은 혹독했을지 모르지만 아들의 두드러진 재능을 알아차리고, 같은 궁정 동료 등 유능한 교사들에게 재빨리 베토벤의 교육을 맡겼다. 베토벤은 후에 궁정 오르간 연주자가 된 질 판 덴 에덴(Gilles van den Eeden, 1708–1782), 가족의 후원자인이자 건반악기를 가르친 토비아스 프리드리히 파이퍼(Tobias Friedrich Pfeiffer, 1751–1805), 바이올린과 비올라 연주를 지도한 친척 프란츠 로반티니Franz Rovantini 그리고 바이올린 연주를 지도한 한 궁정의 악장인 프란츠 안톤 리스Franz Anton Ries 등 다른 지역 교사들로부터 지도를 받았다.
베토벤은 5세가 되던 해부터 아버지가 아닌 다른 사람에게 음악을 배웠다. 엄격한 교육 방침 안에서 종종 울기도 했다. 불면증 환자 파이퍼가 침대에서 자고있던 베토벤을 건반 앞으로 끌고가는 일도 있었다. 베토벤이 어릴 적부터 음악적 재능을 나타냈음은 분명하다. 아버지 요한은 레오폴트 모차르트가 아들 볼프강과 딸 나넬을 어릴 때 성공적으로 데뷔시킨 것을 보고, 1778년 3월의 첫 공개 연주회 포스터에 일곱살의 베토벤이 여섯살의 "신동"으로 선전하기도 했다. 베토벤이 피아노 연주 "신동"으로 불린 건 사실이며, 그 후 개인 연주회를 포함하여 많은 소규모 공연이 이어졌다. 평소 수줍음이 많았던 베토벤은 음악이 자신감을 높여 준다는 사실을 알게 되었다.

### 본에서의 생활1780–1792

#### 베토벤의 교사

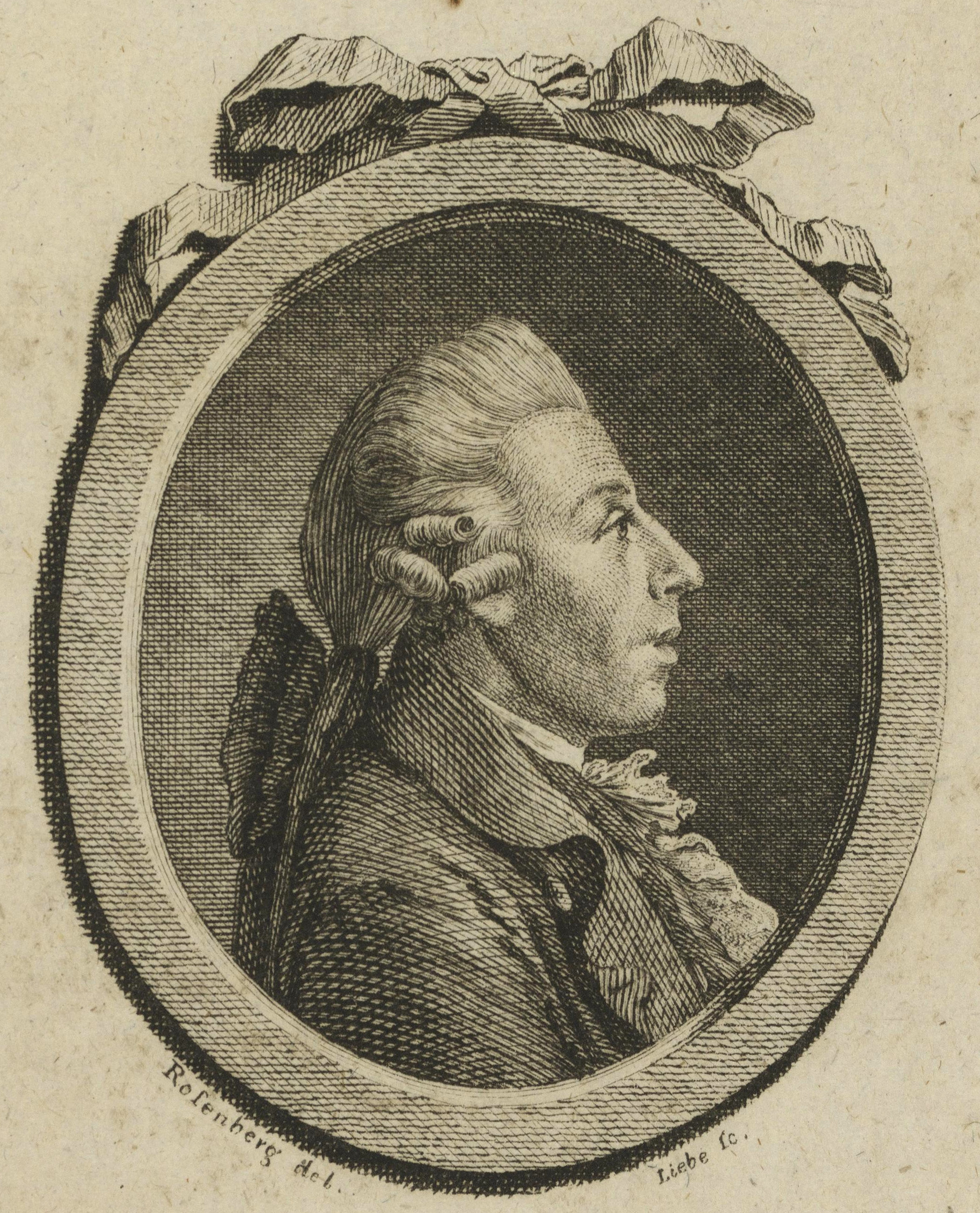
크리스티안 네페 (1780년 경, 고틀로브 아우구스트 리베에 의한 초상화)

1780년 또는 1781년에 베토벤은 본에서 가장 중요한 스승인 크리스티안 고틀로브 네페(Christian Gottlob Neefe, 1748–1798)에게 가르침을 받기 시작했다. 켐니츠 출신의 작곡가로서 많은 재능을 갖고 있었던 네페는 베토벤의 능력을 일찌감치 알아차리고 작곡을 가르쳤다; 1783년 3월 베토벤의 첫 출판작 피아노 변주곡 《드레슬러의 행진곡 주제에 의한 아홉 개의 변주곡, WoO 63》가 출판된다. 베토벤은 1782년부터 네페의 보조 오르가니스트로 일하기 시작했는데, 처음에는 무급으로 일하다가 1784년부터 궁정 예배당에서 임금을 받는 직원으로 일했다. 1783년에 출판한 세 개의 피아노 소나타, WoO 47은 선제후 막시밀리안 프리드리히(Maximilian Friedrich von Königsegg-Rothenfels, 1708–1784)에게 헌정되었기 때문에 때때로 "선제후"(Kurfürst)라는 부제로 불린다. 이 세 개의 소나타는 작곡가로서의 재능은 물론 그의 대담성을 일찌감치 엿볼 수 있게 한다는 평을 받는다. 같은 해에 Magazin der Musik ("음악잡지")에 베토벤에 대한 최초의 기사가 실렸는데, 내용은 다음과 같다..
"루트비히 판 베토벤 ... 11살 소년으로 가장 유망한 재능있는 소년이다. 그는 피아노를 매우 능숙하게 연주하고, 파워풀하게 연주하며, 책을 아주 잘 읽는다... 그가 연주하는 가장 중요한 작품은 스승 네페가 손에 쥐여준 바흐의 평균율 클라비어곡집이다 ..."
본의 선제후로서 막시밀리안 프리드리히의 후계자는 막시밀리안 프란츠(Maximilian Franz Xaver Joseph Johann Anton de Paula Wenzel, 1756–1801)였다. 그는 베토벤에게 임금 약간을 지불하며 1784년 그를 두 번째 궁정 오르간 연주자로 영구히 임명하였고, 1792년 빈 방문에 돈을 대주었다. 베토벤은 또한 궁정 예배당에서 하프시코디스트와 비올리스트로서 일했다.

#### 폰 브로이닝 집안과의 만남
베토벤은 이 시기 앞으로 도움이 될 될 여러 인연을 만들었다. 폰 브로이닝von Breuning 가문도 그 중 하난데, 그곳에서 독일 문학과 고전 문학을 접하였고 몇몇 아이들에게 피아노를 가르쳤으며 미망인이 된 폰 브로이닝로부터 아들과 같은 대우를 받았다. 앞으로 평생 친구가 될 폰 브로이닝 가문의 약혼자인 젊은 의대생 프란츠 게르하르트 베겔러(Franz Gerhard Wegeler, 1765–1848)도 이 시기 만났다. 폰 브로이닝 집안은 알코올 의존증 환자인 아버지의 통제가 점점 심해지던 차에 또다른 가정과 같은 역할을 해주었다. 폰 브로이닝 가문의 또 다른 단골 손님은 페르디난드 폰 발트슈타인(Ferdinand von Waldstein, 1762–1823) 백작이었는데, 그는 베토벤이 본에서 사는 동안 친구이자 재정적인 후원자가 되었다. 발트슈타인은 1791년에 베토벤의 무대를 위한 첫 번째 작품인 발레 음악, 《기사 발레를 위한 음악, WoO 1》을 의뢰했다.

#### 궁정악단

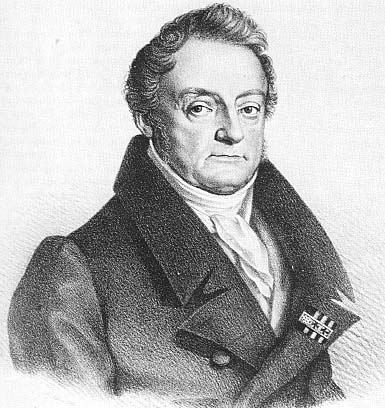
발트슈타인 백작: 1800년 경, 안토닌 마체크에 의한 초상화

1785–90년에는 작곡가로서 베토벤의 활동에 대한 기록이 거의 없다. 이것은 그의 초기 출판물이 끌었던 미지근한 반응과 베토벤 가족의 지속적인 문제 때문일 수 있다. 그의 어머니는 베토벤이 1795년 빈을 처음 방문한 동안 사망했다. 베토벤은 그곳에 머무는 동안 모차르트를 만났다고 전해진다. 1789년 음악가였던 아버지는 궁정에서 알코올 중독의 결과로 강제 퇴위되었고, 그의 연금 절반을 가족 부양을 위해 베토벤에게 직접 지급하라는 명령이 내려졌다. 이에 따라 베토벤은 법적 지위를 얻어 집안을 부양하기 위해 아버지가 받는 연금의 절반을 받을 수 있었고, 가르치는 일과 궁정악단에서 비올라를 연주하는 것으로 가족의 수입에 더 기여했다. 악단에서의 경험으로 그는 모차르트, 글루크, 파이시엘로의 오페라 작품을 비롯하여 당시 궁정에서 연주하던 다양한 오페라에 익숙해졌고, 당시 지휘자인 요세프 라이하의 조카이며 자신과 거의 동갑이던 작곡가, 플루티스트, 그리고 바이올리니스트인 안톤 라이하(Anton Reicha, 1770–1836)와도 친구가 되었다.
1790년부터 1792년까지 베토벤은 성장 범위와 성숙도를 보여주는 여러 작품(당시에는 출판되지 않았음)을 작곡하였다. 음악학자들은 1791년에 쓴 일련의 변주곡에서 그의 교향곡 3번과 유사한 주제를 확인했다. 베토벤이 그의 첫 번째의 의뢰를 받은 것은 아마도 네페의 권고에 따른 것이다; 1790년 본의 문학 협회는 선제후에 의해 요제프 2세의 사망 기념으로 칸타타, WoO 87을 의뢰하고, 이후 레오폴드 2세의 신성로마 황제 즉위 축하 기념으로 추가로 칸타타, WoO 88을 의뢰했을 것이라고 여겨진다. 이 두 황제 칸타타는 그 당시에 연주된 적이 없었으며 1880년대까지 요하네스 브람스에 의해 "하나부터 열까지 베토벤", 그리고 그의 음악이 고전주의의 전통과 구별되는 것을 나타내는, 그러한 양식의 예언자로 묘사될 때까지 길을 잃어버린 채로 남아있었다.

베토벤은 아마도 1790년 말에 요제프 하이든이 런던을 여행하고 있었을 시기의 크리스마스 무렵 본에 들렀을 때 처음 소개되었을 것이라고 추정된다. 그들은 1년 반 후인 1792년 7월 하이든이 런던에서 빈으로 돌아오는 여행에서 본에서 다시 만났고, 베토벤은 자신이 작곡한 두 곡(《황제 요제프 2세의 죽음에 대한 칸타타, WoO 87》과 《황제 레오폴드 2세의 즉위에 대한 칸타타, WoO 88》)의 악보를 하이든에게 보여준다. 하이든은 감명을 받고 그를 제자로 받아들이겠다는 다짐을 하게 된다. 베토벤이 본을 떠날 때 그의 친구들이 이별의 인사말을 적은 기념노트를 보면, 빠른 날짜는 8월 24일(리히터가 쓴 것), 늦은 날짜는 11월 1일(브로이닝이 쓴 것)이므로, 베토벤이 빈으로 떠날 준비 기간과 출발시간을 거의 가늠할 수 있다. 베토벤은 고데스베르크의 무도회에서 오케스트라의 일원으로 연주했다. 그 당시 베토벤은 나이든 스승과 함께 공부할 준비가 되었을 것이다. 발트슈타인은 베토벤이 출발하기 전에 그에게 다음과 같이 편지한다.
"당신은 오랫동안 좌절된 소원을 성취하기 위해 빈으로 갈 것입니다. 맹렬한 노동의 도움으로 당신은 하이든의 손에서 모차르트의 정신을 받게 될 것입니다."

### 빈 – 초기1792–1802

#### 하이든과의 만남

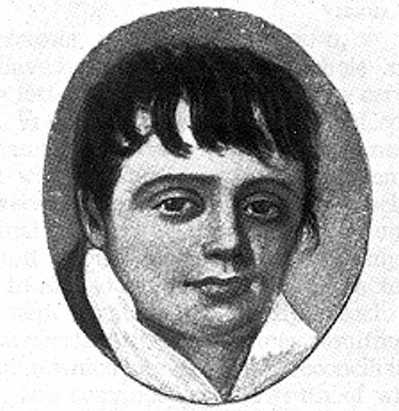
열아홉 살의 베토벤 (1791년, 작자 미상)

베토벤은 1792년 11월 프랑스에서 전쟁이 퍼졌다는 소문이 있는 가운데 선제후의 도움으로 본을 떠나 빈으로 갔다. 그는 빈에 도착 직후 아버지가 돌아 가셨다는 사실을 알게 되었다. 그 후 몇 년 동안 베토벤은 최근 사망한 모차르트의 후계자라는 널리 퍼진 감정에 대해, 그 거장의 작품을 연구하고 뚜렷하게 모차르트적 풍미를 가진 작품을 쓰면서 화답했다.
그는 즉시 작곡가로 자리 매김하지 않고 오히려 연구와 연주에 전념했다. 하이든의 지시에 따라 일하면서 그는 대위법을 마스터 하려고 했다. 그는 또한 이그나츠 슈판치히(Ignaz Schuppanzigh, 1776–1830) 밑에서 바이올린을 공부했다. 이 시기의 초기에 그는 안토니오 살리에리로부터 주로 이탈리아 성악 작곡 형식에 대하여 이따금 가르침을 받기 시작했다; 이 관계는 적어도 1802년까지, 그리고 아마도 1809년까지 계속되었다.
1794년 하이든이 영국으로의 두 번째 여행을 떠나면서 베토벤은 선제후에 의해 본으로 귀향할 것으로 예상되었다. 그는 도리어 빈에 남는 것을 선택했고, 요한 알브레흐츠베르거 및 다른 스승들과 함께 대위법 공부를 계속 했다. 여하튼, 이 시기까지 1794년 10월에 그랬던 것처럼, 본이 프랑스로 넘어가서 사실상 급료나 복귀의 필요성 없이 베토벤을 남겨둘 것이라는 것이 그의 고용주들에게는 분명해 보였을 것이다. 선제후의 장학금 지급 기간이 끝났으나 요제프 프란츠 로브코비츠 공작, 카를 리히노브스키 공작, 고트프리드 판 슈비텐 남작 등 이미 빈의 여러 귀족들이 그의 재능을 알아보고 재정적인 지원을 해 주었다.

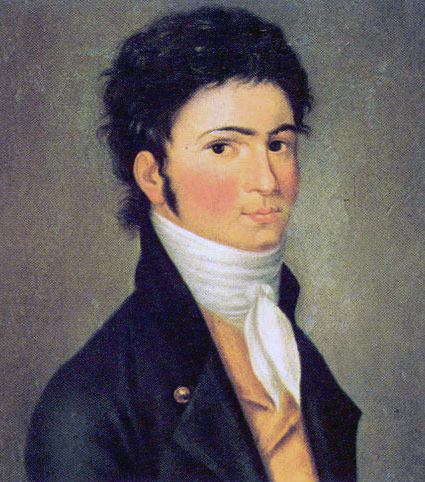
젊은 베토벤 (1801년, 카를 트라우곳 리델의 초상화)

#### 연주 활동
하이든, 발트슈타인의 도움으로 베토벤은 빈 귀족들의 살롱에서 연주자와 즉흥 연주자로서의 명성을 쌓기 시작했다. 그의 친구 니콜라우스 짐로크는 디터스도르프를 주제로 한 일련의 피아노 변주곡, WoO 66(디터스도르프의 오페라 《빨간 모자》 중 아리아 "옛날 한 노인이" 주제에 의한 열세 개의 변주곡 A 장조)로부터 시작하여 그의 작품을 발표하기 시작했다. 1793년까지 그는 빈에서 피아노 거장으로 명성을 떨쳤으나, 그는 작품의 최종적인 모습이 더 큰 영향을 미치도록 작품 출판을 보류한 것으로 보인다.
그의 첫 번째 빈 연주회는 1795년 3월이었는데, 그곳에서 그는 처음으로 그의 피아노 협주곡 중 하나를 연주했다. 이 공연 직후, 그는 Op.를 부여한 첫 번째 작품(세 개의 피아노 삼중주 1–3번, Op. 1)의 출판을 위해 편곡 작업을 했다. 이 작품들은 그의 후원자인 리히노프스키 공작에게 헌정되었고, 재정적인 성공을 거두었다; 베토벤의 수익은 1년 동안 그의 생활비를 충당하기에 거의 충분했다.

#### 유명세를 타다
1796년 베토벤은 1789년의 모차르트의 연주 여행처럼 중부 유럽의 문화 중심지를 순회하였다. 여정에는 모차르트의 연주여행에도 동행했던 리히노브스키 공작도 함께 하였다. 베토벤은 프라하, 드레스덴, 라이프치히, 베를린을 방문하였으며 작곡과 연주회 활동으로 환영받았다. 여행 중 그는 프라하에서 가장 오래 머물렀는데, 리히노브스키 가문의 인맥 덕분에 그는 도시에 오기도 전에 이미 명성이 높았다. 베를린에서는 첼로 소나타 1–2번, Op. 5를 작곡하여 첼로를 연주하는 음악 애호가, 프리드리히 빌헬름 2세에게 헌정하였다. 그것들은 첼로와 피아노의 서로 다른 성격을 잘 고려하고 있으며 비르투오소 첼로와 피아노 파트를 잘 결합한 것으로 유명하다. 왕은 베토벤에게 금화가 가득 든 코담뱃갑을 주었는데, 베토벤은 연주 여행으로 "많은 돈"을 벌었음을 알게 되었다. 1796년 7월 베토벤은 빈으로 돌아왔고 그해 11월 다시 여행을 떠났는데, 북쪽이 아닌 동쪽으로 가서 프레스부르크(오늘날의 브라티슬라바)와 페슈트로 갔다. 프레스부르크에서 그는 친구 안드레아스 슈트라이허(Johann Andreas Streicher, 1761–1833)가 보낸 피아노로 연주하였는데, 이를 놓고 그가 농담하기를 "나에게는 너무 좋다 ... 왜냐하면 이 피아노는 나만의 음색을 낼 수 있는 자유를 빼앗아 가기 때문이다."라고 말하였다.
베토벤은 1797년에 거의 빈에서 체재하였는데, 그에게는 여름과 가을마다 심각한 질병(아마 티푸스)에 시달렸으나, 작곡(작곡 부탁을 받는 일이 많아졌다)과 연주를 계속하였다. 이 시기에(1795년일 수도 있다) 그는 처음으로 자신의 청력에 문제가 있음을 알게 되었다. 1798년 다시 프라하로 여행할 때, 청력이 점차 약해지면서 결국 연주 여행 자체를 포기하게 된다.
1799년 베토벤은 모차르트의 전 후원자인 라이문트 베츨라어 남작의 집에서 악명높은 피아노 "결투"에 참가, 거장 요제프 뵐플(Joseph Johann Baptist Wölfl, 1773–1812)에 대항하여 승리했다; 그리고 이듬해 모리츠 폰 프리스(Moritz Christian Johann Reichsgraf von Fries, 1777–1826) 백작의 살롱에서 다니엘 슈타이벨트(Daniel Gottlieb Steibelt, 1765–1823)를 상대로 비슷한 승리를 거두었다. 1799년 출판된 베토벤의 여덟번째 피아노 소나타 "비창", Op. 13은 음악학자 배리 쿠퍼(Barry Cooper, 1949–)에 의해 "성격의 강인함, 감정의 깊이, 독창성의 수준, 동기와 음조의 창의력 면에서 그의 이전 어느 작품들 보다도 능가하고 있다"고 묘사되었다.

#### 음악적 성숙

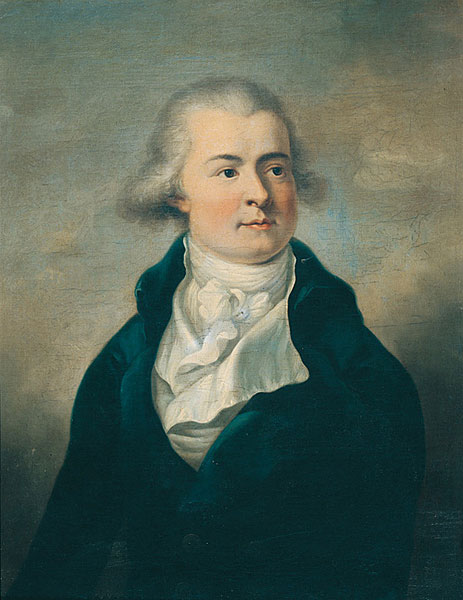
롭코비츠 공작: 아우구스트 프리드리히 욀렌하인츠의 초상화

베토벤은 1798년과 1800년 사이에 요제프 프란츠 롭코비츠(Joseph Franz von Lobkowitz, 1772–1816) 공작의 요청으로 첫 여섯 개의 현악 사중주, Op. 18을 작곡했다. 그것들은 1801년에 출판되었고 역시 로브코비츠 공작에게 헌정되었다. 또한 그는 1799년에 그의 생애 동안 가장 인기 있는 작품 중 하나였던 칠중주, Op. 20을 완성했다. 1800년과 1803년에 그는 교향곡 1번과 2번의 초연으로 하이든, 모차르트에 이어 젊은 작곡가 세대 중 가장 중요한 세대로 평가받게 되었다. 그러나 그의 멜로디, 음악적 발전, 변조 및 조화의 사용, 감정의 묘사는 모두 그를 그의 영향으로부터 차별화 시켰고, 그의 초기 작품들 중 일부가 처음 출판되었을 때 생겨났던 영향을 고조시켰다. 그의 첫 교향곡의 초연을 위해 1800년 4월 2일 부르크 극장을 고용하고, 하이든과 모차르트의 작품을 포함하여 그의 칠중주, 교향곡 1번, 그리고 그의 피아노 협주곡 중 하나(후자의 세 작품은 모두 미발표)을 포함한 광범위한 프로그램을 무대에 올렸다. 《일반음악신문Allgemeine musikalische Zeitung》이 "오랜만에 가장 흥미로운 연주회"라고 표현한 이 연주회는 어려움이 없는 것은 아니었지만, "연주자들이 굳이 독주자에게 관심을 기울이지 않았다"는 비판도 있었다." 1800년 말까지 베토벤과 그의 음악은 이미 후원자와 출판사로부터 많은 수요가 있었다.
베토벤이 모차르트와 하이든의 영향을 받은 것은 분명하나(가령 베토벤의 피아노와 관악기를 위한 오중주, Op. 16에서는 자신만의 독특한 기법이 쓰였으나 형식이 같은 모차르트의 작품(피아노와 목관 5중주)과 매우 비슷한 측면을 보임), 무치오 클레멘티(이탈리아어: Muzio Clementi, 1752–1832)와 같은 음악가들에게서도 양식상의 영향을 받았다. 베토벤의 선율, 음악적 전개, 전조(轉調)와 기조(基調)의 쓰임, 감정의 특성 면에서 그의 영향을 빼놓을 수 없으며 그의 초기 작품들이 처음으로 출간될 때 일부의 것들에서 그 영향이 도드라졌다. 이 때부터 1800년까지 베토벤과 그의 음악은 이미 후원자와 출판업자 사이에서 큰 인기를 얻고 있었다.

#### 교습

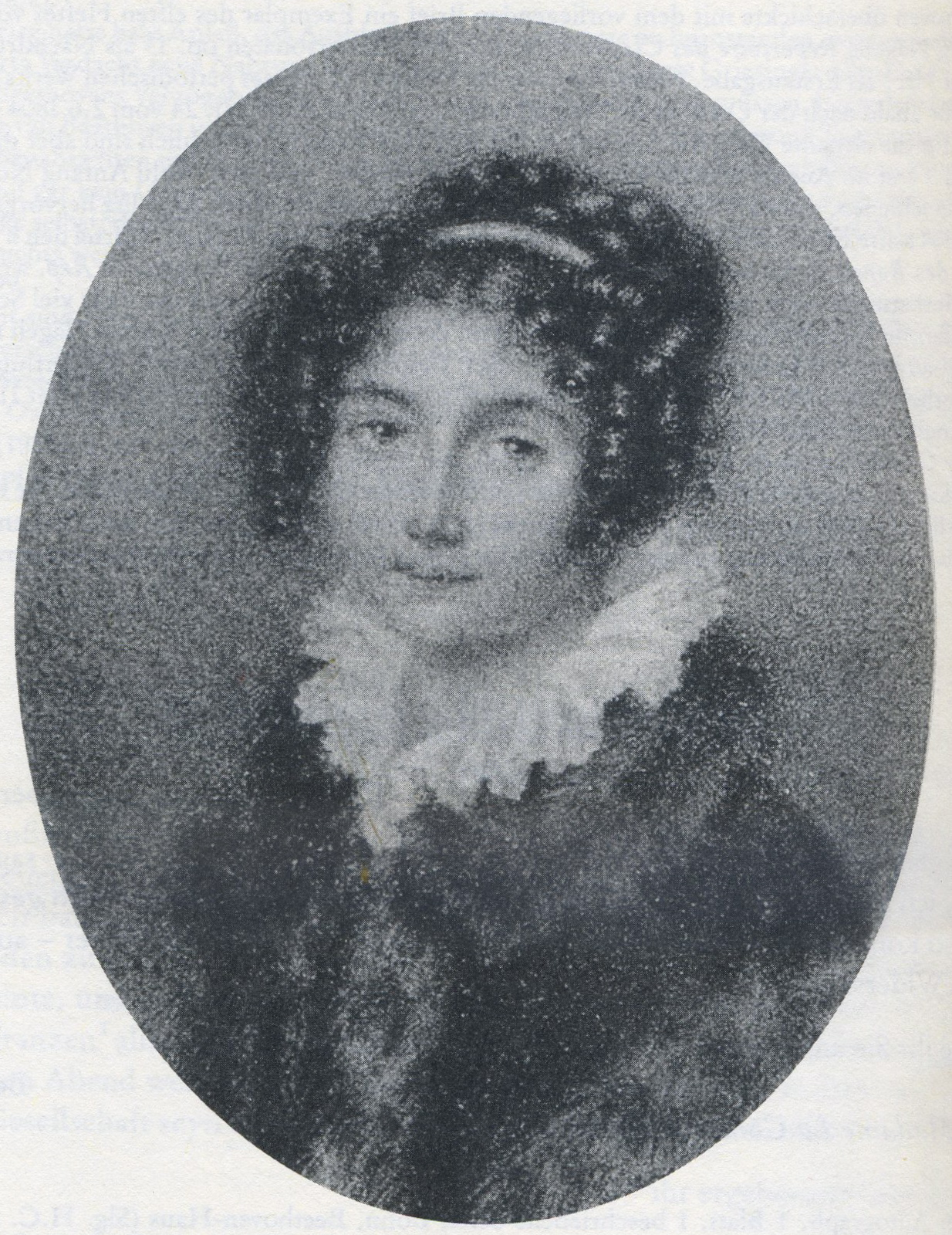
요제피네 브룬스비크, 펜슬 미니어처 (1804년 이전, 작자 미상)

1799년 5월 헝가리 귀족인 안나 브룬스비크(Anna Brunswik, 1752-1830)의 딸들에게 피아노를 가르쳤다. 이 기간 동안 그는 작은 딸 요제피네(Josefine Brunswik von Korompa, 1779–1821)와 사랑에 빠졌다. 하지만, 요제피네는 부유한 귀족과 결혼하기를 바라는 어머니의 설득으로, 베토벤보다 훨씬 나이가 많은 요제프 다임(Josef Deym von Střítež, 1752–1804) 백작과 얼마후 혼인을 했다(베토벤은 이후에도 이들의 가정에 자주 방문하였으며, 모임에서 교습을 하거나 악기를 연주하였다. 요제피네의 결혼은 누가 보기에도 불행하였으나, 부부는 네 자녀를 두었다. 1804년 다임이 죽은 뒤에 요제피네와 베토벤은 다시 인연을 이어 나가지만, 역시나 브룬스비크 가족의 압력으로 그들의 관계는 결실을 맺을 수 없었다). 1801년 후반에 베토벤은 브룬스비크 가족을 통해 젊은 백작부인 줄리에타 귀차르디(Julie Guicciardi, 1784–1856)를 만났다. 그는 1801년 11월 친구에게 보낸 편지에서 줄리에타에 대한 자신의 사랑을 언급하기도 했지만, 신분의 차이를 느끼게 되면서 그것을 추구할 생각이 없었다. 1802년 그는 현재 일반적으로 "월광 소나타"로 알려져 있는, 피아노 소나타 14번, Op. 27-2를 출판했다. 이 소나타는 줄리에타에게 헌정되었다. 그에게는 그 밖에 다른 제자들도 있었다. 1801년에서 1805년까지 그는 페르디난트 리스(Ferdinand Ries, 1784–1838)를 가르쳤는데, 작곡가가 된 리스는 베토벤이 사망한 지 11년 후, 어린 시절 친구에 관한 중요하고 철저하게 신뢰할 수 있는 기억들을 모아놓은 《루트비히 판 베토벤에 대한 전기적 노트Biographische Notizen über Ludwig van Beethoven》를 프란츠 베겔러와 함께 공동으로 썼다. 후에 스스로 유명한 음악 교사가 된 젊은 카를 체르니도 1801년부터 1803년까지 베토벤 밑에서 수학하였다. 그가 맡은 제자 가운데는 프란츠 리스트도 있었다. 그는 또 베토벤의 피아노 협주곡 5번 ("황제")도 빈에서 초연한 바도 있다.

#### 음악 사업
1801년 봄 그는 발레 음악 《프로메테우스의 창조물, Op. 43》을 완성, 빈의 부르크 극장에서 초연을 가졌고 같은 해 빈에서 출판되었다.
이 작품은 프로테우스 신화를 음악적,철학적으로 신비하게 그려냈다. 이 작품은 성공을 거두어 1801년과 1802년에 수차례 연주되었고, 베토벤은 이 곡의 인기에 편승하여 피아노 편곡판도 내놓았다. 1802년 봄 그는 교향곡 2번을 완성하여 연주회를 열려고 하였으나 결국 취소되어 버렸다.
1802년 이전에는 어쩌다 가끔 형 베토벤을 도와주던 동생 카스파가 출판 경영에서 큰 역할을 맡으면서 베토벤은 출판업자와의 사업도 발전하게 되었다. 최근에 작곡된 작품에 대해 더 높은 값을 불러 협상하는 것 외에도 카스파는 베토벤이 이전에 작곡하고는 출판하지 않았던 일부 작품을 판매하기 시작했으며(베토벤의 선호에 반하여) 형에게 그의 인기있는 작품들을 다른 악기 편성으로 편곡하거나 개작하도록 권하였다. 베토벤은 이런 부탁에 순순히 응하고 있는데, 이유는 출판업자들이 다른 사람을 고용하여 자신의 작품을 비슷하게 편곡하는 것을 그가 막을 수 없었기 때문이었다.

### '영웅적' 시기1802–1812

#### 난청

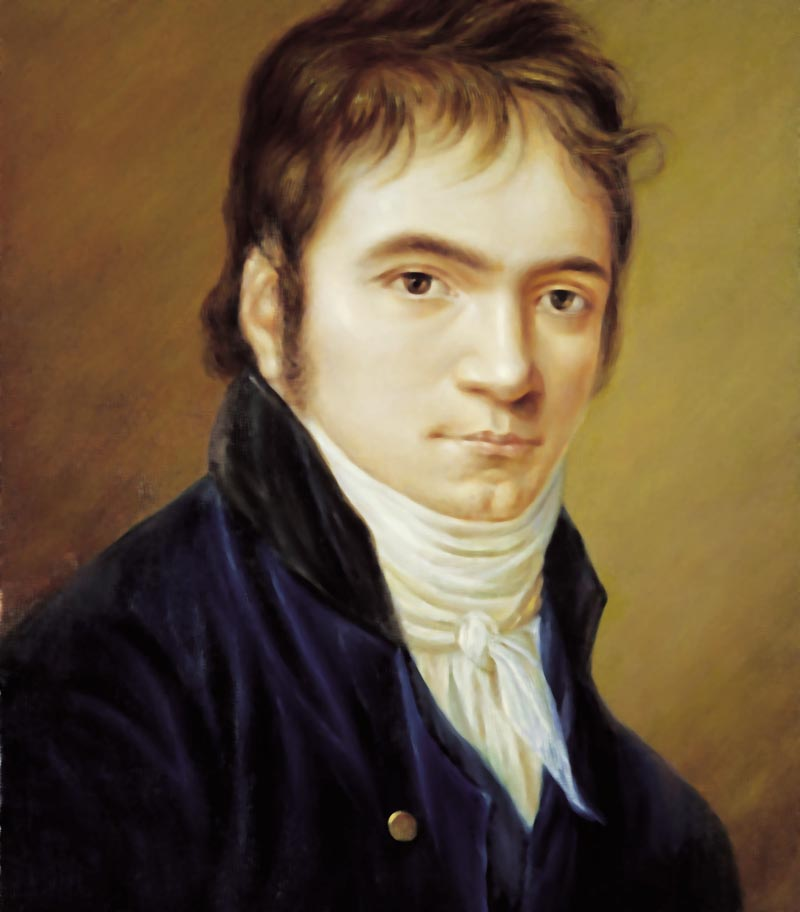
1803년의 베토벤 (크리스티안 호르네만에 의한 초상화)

1813년, 베토벤은 영국 피아니스트 찰스 네이트(Charles Neate, 1806–1879)에게 1798년 경 한 가수와의 다툼으로 인한 발작이 원인이 되어 청력 상실이 발생했다고 말했다. 그의 청력은 점진적으로 감소하면서 심각한 형태의 이명(耳鳴) 때문에 더욱 방해를 받았다. 일찍이 1801년에 그는 프란츠 베겔러(Franz Gerhard Wegeler, 1765–1848)와 또 다른 친구인 카를 아멘다(Carl Friedrich Amenda, 1771–1836)에게 편지를 써서 자신의 증상과 그것들이 직업적, 사회적 환경 모두에서 일으킨 어려움들을 기술했다(그러나 그의 가까운 친구들 중 일부는 이미 문제를 알고 있었을 것이다). 원인은 아마 귀경화증이었을 것이며, 아마도 청각 신경의 퇴화를 동반했을 것이다.
베토벤은 주치의의 충고에 따라 1802년 4월부터 10월까지 빈의 바로 외곽에 있는 오스트리아의 작은 마을 하일리겐슈타트로 이주하여 자신의 상태를 받아들이려고 하였다. 그곳에서 그는 현재의 하일리겐슈타트 유서로 알려진 문서를 썼는데, 이 문서는 그의 형제들에게 보내는 편지로서 그의 청각 장애로 인한 자살에 대한 생각과, 그의 예술을 통해 계속해서 살겠다는 결심을 기록하고 있다. 이 편지는 결코 보내지지 않았으며 그가 죽은 후 그의 서류에서 발견되었다. 베겔러와 아멘다에게 보낸 편지들은 그다지 절망적이지 않았다; 그 편지들 속에서 베토벤은 또한 그 시기에 진행 중이던 그의 직업적, 재정적 성공에 대해서 언급했고, 베겔러에게 말했다 시피 "운명의 멱살을 잡으십시오. 그것은 확실히 나를 완전히 짓밟지 않을 것입니다."라며 그의 결단에 대해서 언급했다. 1806년 베토벤은 자신의 음악 스케치 중 하나에서 "당신의 귀먹음이 더 이상 비밀이 되지 않게 하십시오 – 예술에서 조차."라고 언급했다.
베토벤의 청력 손실은 그가 음악을 작곡하는 것을 막지는 못했지만, 그것은 그의 삶의 이러한 단계에서 중요한 수입원인 연주회에서의 연주를 점점 더 어렵게 만들었다. 그것은 또한 그의 사회적 탈퇴에 크게 기여했다. 그러나 체르니는 베토벤이 1812년까지도 여전히 언어와 음악을 정상적으로 들을 수 있었다고 말했다. 베토벤은 결코 완전히 귀머거리가 되지는 않았다. 말년에도 그는 여전히 낮은 음색과 갑작스러운 큰 소리를 구별할 수 있었다.

#### '영웅적' 양식

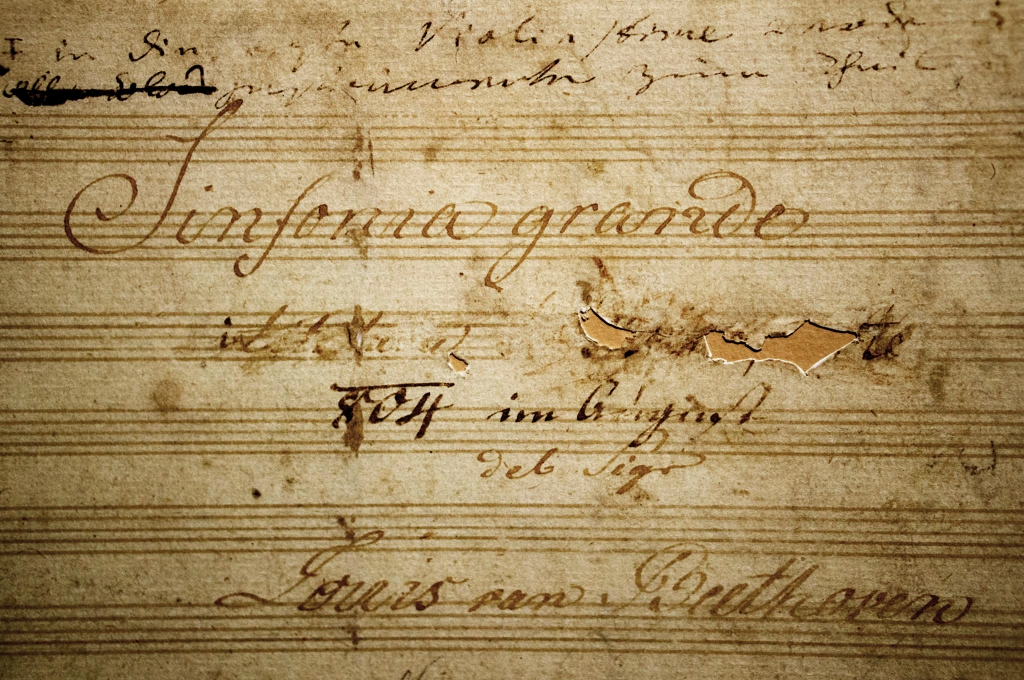
"영웅 교향곡"의 제목 페이지, 나폴레옹의 이름이 베토벤에 의해 긁어내져 있다.

베토벤이 하일리겐슈타트에서 빈으로 돌아온 것은 음악적 양식의 변화로 표시되었으며, 현재는 대규모로 작곡된 많은 창작품을 특징으로 하는 그의 중기 또는 "영웅적" 시기의 시작으로 지정되는 경우가 많다. 카를 체르니에 따르면 베토벤은 다음과 같이 말했다: "지금까지 해 온 작업에 만족하지 않는다. 이제부터는 새로운 길을 택할 것이다." 이 새로운 양식을 사용한 초기 주요 작품은 1803–04년에 작곡된 교향곡 3번 "영웅"이다. 나폴레옹의 경력을 바탕으로 한 교향곡을 만들고자 하는 아이디어는 1798년에 베르나도트 백작(칼 14세 요한)에 의해 베토벤에게 제안이 되었을 수 있다. 영웅적 혁명 지도자의 이상에 동조하는 베토벤은 원래 교향곡에 "보나파르트"라는 제목을 부여했지만 1804년에 나폴레옹이 자신을 "황제"라고 선언한 것에 환멸을 느꼈고 원고의 제목 페이지에서 나폴레옹의 이름을 긁어내었다. 교향곡은 1806년에 "위대한 사람의 업적을 기념하기 위해 작곡된Sinfonia eroica, composta per festeggiare il sovvenire d'un grand'uomo"이라는 부제와 현재의 제목인 "영웅 교향곡"으로 출판된다. "영웅"은 이전 교향곡보다 더 길고 더 거대했다. 1805년 초에 초연되었을 때 그것은 엇갈린 반응을 받았다. 어떤 청취자들은 그 길이에 반대하거나 그 구조를 오해했고, 다른 이들은 그것을 걸작으로 보았다.

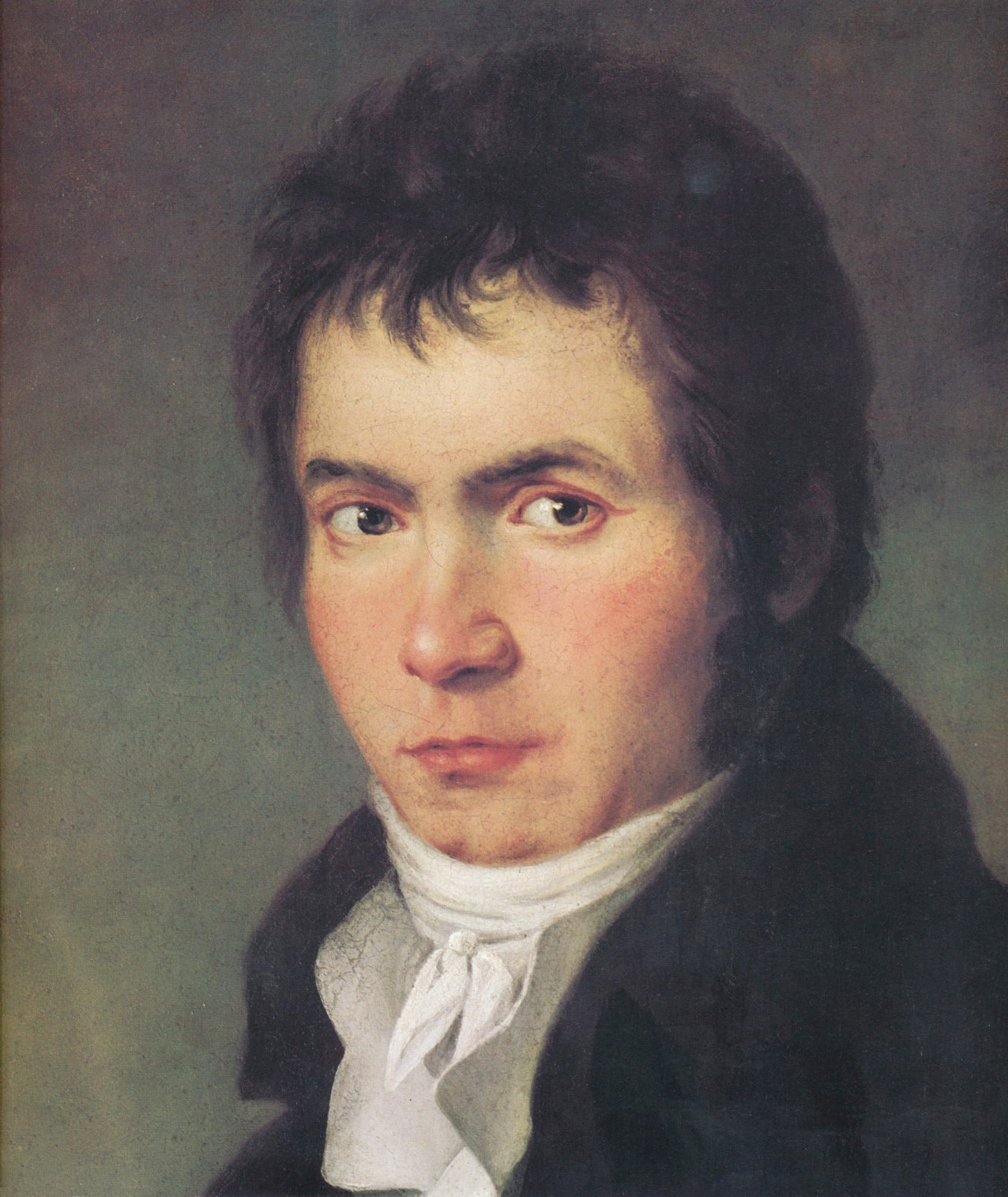
요제프 빌리브로르도 멜러가 그린 1804년의 베토벤

다른 중기의 작품들은, 베토벤이 물려받은 음악 언어와 같은 극적인 방식으로 확장된다. 라주모프스키 현악 사중주, 그리고 발트슈타인과 열정 피아노 소나타는 교향곡 3번 등의 영웅적인 정신을 공유한다. 이 시기의 다른 작품으로는 4번부터 8번까지의 교향곡과 오라토리오 감람산 위의 그리스도, 오페라 피델리오, 그리고 바이올린 협주곡 등이 있다. 1810년에 작가이자 작곡가인 E. T. A 호프만의 Allgemeine Musikalische Zeitung ("일반음악신문")에서의 영향력 있는 리뷰에서 베토벤은 "낭만주의 음악"의 작곡가 세 명 중 가장 위대한 인물로 칭송되었다; 호프만은 베토벤의 교향곡 5번에 관하여 드라마틱한 필치로 '깊은 밤의 장막을 뚫어내는 것'에 비유하면서, "이를 통해 우리는 열정과 함성을 모두 쏟아낼 수 있고, 꿋꿋이 살아남아 영혼의 파수꾼이 될 수 있다"고 말했다. 이어 그는 이 천재의 광상곡에 대해 "더할 나위 없이 내적인 것과 연관성이 있고, 심중하고 친절하게 듣는 이들을 끝없는 정신세계로 끌어들인다"라며 칭찬했다. 이 기간 동안 베토벤의 수입은 자신의 작품 출판, 그것들의 공연, 그리고 출판 전 독점 기간 동안 후원자들에게 그들이 의뢰한 개인 공연과 작품의 사본을 제공했던 것으로부터 나왔다. 로브코비츠 공작과 리히노브스키 공작을 포함한 그의 초기 후원자들 중 일부는 그에게 작품을 의뢰하고 출판된 작품을 구매하는 것 외에도 연간 급여를 제공했다. 아마도 그의 가장 중요한 귀족 후원자는 1803년, 또는 1804년에 그와 함께 피아노와 작곡을 공부하기 시작한 황제 레오폴드 2세의 막내 아들인 오스트리아의 루돌프 대공일 것이다. 그들은 친구가되었고 그들의 만남은 1824년까지 계속되었다. 베토벤은 루돌프에게 14개의 작곡을 바쳤다. 여기에는 대공 삼중주, Op. 97 (1811년) 및 장엄미사, Op. 123 (1823년)도 포함된다.
안 데르 빈 극장에서의 그의 지위는 1804년 초에 극장이 경영을 변경하면서 종료되었고, 친구인 스테판 폰 브로이닝(Stephan von Breuning, 1774–1827)과 함께 일시적으로 빈의 교외로 이주할 수 밖에 없었다. 이 때문에 레오노레(그의 오페라 원제)에 대한 작업이 잠시 주춤해졌다. 오스트리아의 검열관에 의해 다시 연기되었고, 마침내 1805년 11월에 현재의 피델리오라는 호칭으로 프랑스의 도시 점령으로 거의 비어 있던 집들에서 초연되었다. 이 피델리오 판은 재정적인 실패일 뿐만 아니라 중대한 실패작이기도 하였고, 베토벤은 그것을 수정하기 시작했다. 이러한 실패에도 불구하고 베토벤은 계속해서 인정을 받았다. 1807년에 음악가 겸 출판인인 무치오 클레멘티(Muzio Filippo Vincenzo Francesco Saverio Clementi, 1752–1832)가 영국에서 그의 작품을 출판할 권리를 확보했고, 하이든의 전 후원자 에스테르하지 왕자는 아내의 명일을 위해 미사곡(미사곡 다장조, Op. 86)을 의뢰했다. 그러나 그런 인정만으로는 기대할 수 없었다. 그가 1808년 12월에 조직하여 널리 광고된 대규모 자선 공연의 초연에는 교향곡 5번과 6번, 피아노 협주곡 4번, 미사곡 C 장조, 소프라노를 위한 셰나와 아리아, 아! 못 믿을 이여, 합창 환상곡 c 단조 등에서 발췌한 것이 포함되었다. (체르니와 어린 이그나츠 모셸레스를 포함한) 많은 청중들이 있었다. 그러나 연습이 부족했고, 많은 중단과 시작이 수반되었으며, 환상곡이 연주되는 동안 베토벤이 음악가들에게 "나쁜 연주, 잘못된 연주, 또 다시!"라고 외치는 것이 눈에 띄었다. 재정적인 결과는 알려지지 않았다.

1808년 가을, 왕립극장에서의 자리를 거절당한 후, 베토벤은 카셀 궁정의 카펠마이스터라는 좋은 급료를 받는 자리를 당시 웨스트팔렌 왕이었던 나폴레옹의 세 번째(막내) 동생 제롬 보나파르트로부터 제의를 받았었다. 베토벤의 친구들에게서 이 소식을 전해들은 루돌프 대공, 킨스키(Georg Ludwig Kinsky, 1882-1951) 백작, 그리고 로브코비츠 공작은 베토벤이 빈에 머물도록 설득하고자 연간 4,000 플로린의 연금을 주겠다고 약속하였다. 그러나 신성로마제국의 레오폴트 2세 황제의 막내 아들이었던 오스트리아의 루돌프 대공 만이 베토벤에게 합의된 날짜에 주기로 한 연금에 대한 자신의 몫을 지속적으로 지불하였다. 장교직 복무로 소환된 킨스키 공작은 1812년 11월 말에서 떨어진 후 사망하였다. 로브코비츠 공작은 그의 연주실을 만들고 자신의 오케스트라를 유지하기 위해 막대한 비용을 들였는데, 프랑스와의 전쟁이 일어나면서 파산, 1811년 9월에 연금 지불을 중단하였다. 그는 채권자들을 피하기 위해 빈에서 도망쳐야 했다. 베토벤은 다시는 그에게 연락하지 않았고 그는 몹시 괴로워하며 가난하게 죽었다. 베토벤은 법률에 의지하였고, 1815년에 그에 대한 보상이 있었다.

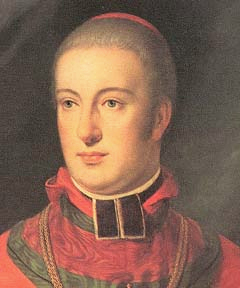
루돌프 대공 (19세기 초반, 요한 밥티스트 폰 람피 더 엘더에 의한 초상화)

빈에 도의 건강이 악화된 것과 함께 베토벤의 출판사는 이 기간 동안 현저하게 줄어든 생산량을 설명한다. 올해의 다른 주목할 만한 작품에는 현악 사중주 10번 E♭ 장조, Op. 74 ("하프"), 그리고 요제피네의 언니인 테레제에게 헌정한 피아노 소나타 24번, F# 장조, Op. 78 ("테레제를 위하여”) 등이 있다.

#### 괴테

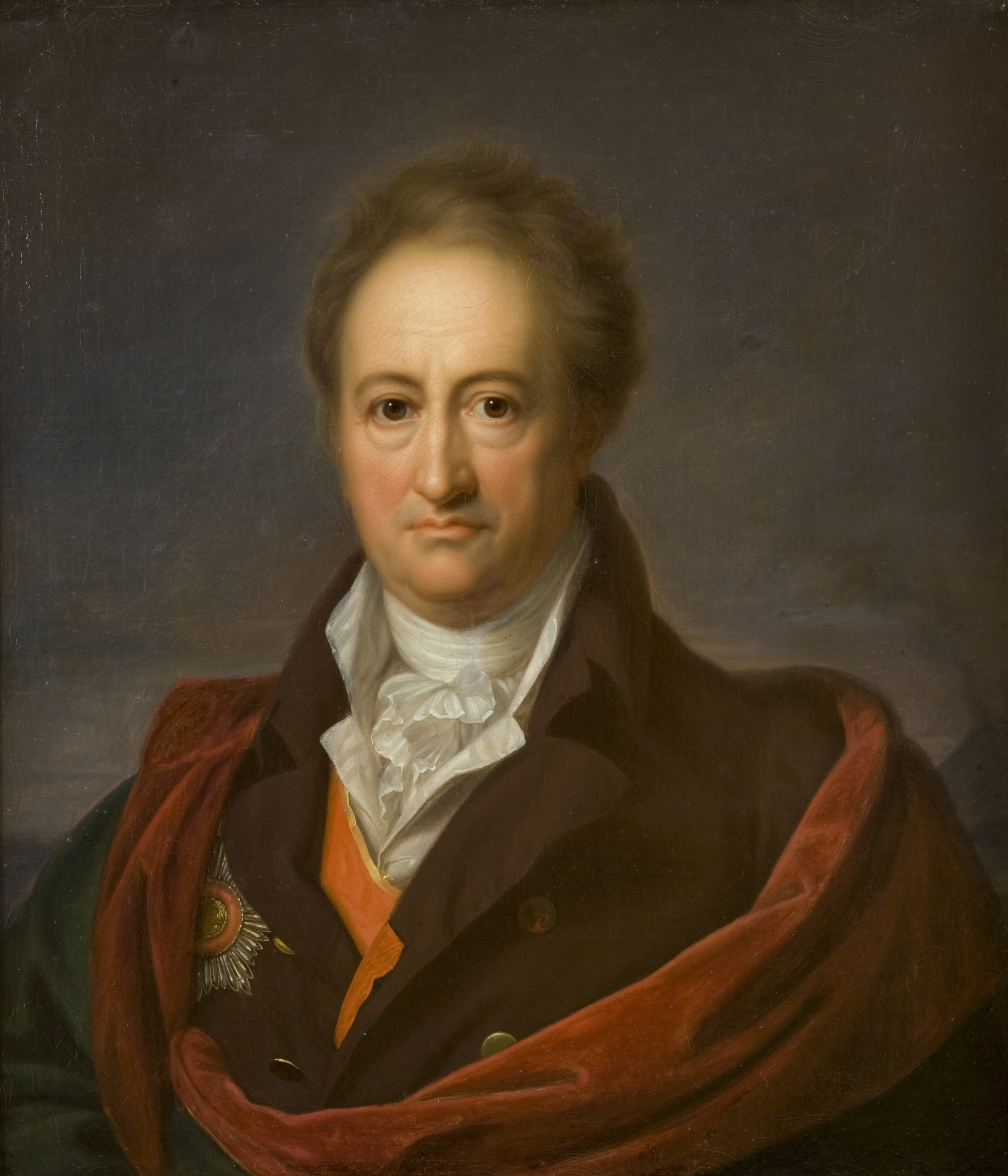
1808년의 괴테: 게하르트 폰 퀴겔겐에 의한 초상화

1809년 말에 베토벤은 요한 볼프강 폰 괴테(Johann Wolfgang von Goethe, 1749–1832)의 희곡 에그몬트의 부수 음악을 작곡하도록 의뢰받았다. 1810년에 등장한 결과물(Op. 84, 서곡과 9개의 악곡으로 구성됨)은 베토벤의 "영웅적" 양식에 잘 들어맞았고, 베토벤이 괴테에게 관심을 갖게 되는 계기가 되었다. 이후 그는 괴테의 시 세 편을 설정으로 하여 노래를 만들었다(Op. 83). 괴테의 친구이자 안토니 브렌타노의 사촌인 베티나 브렌타노(Bettina von Arnim, 본명: Elisabeth Catharina Ludovica Magdalena Brentano, 1785–1859)로부터도 시인에 대해서 배웠다(또한 이때 베티나는 베토벤에 관하여도 괴테에게 글을 썼다). 비슷한 맥락의 이 시기의 다른 작품으로는 "사중주 세리오소"라는 별칭으로 알려진 현악 사중주 11번 F 단조, Op. 95와 "대공 삼중주"라는 별칭으로 알려졌으며 그의 후원자 루돌프에게 헌정한 피아노 삼중주 7번 B♭ 장조, Op. 97이 있다.
1811년 봄, 베토벤은 두통과 고열을 겪으며 중병에 걸렸다. 그의 주치의 요한 말파티(Johann Baptist Malfatti von Monteregio, 1775–1859)는 테플리츠(현 체코의 테플리체) 온천에서 치료제를 복용할 것을 권유했다. 테플리츠에서 그는 코체부의 극에 사용할 서곡을 포함한 부수 음악 2개–슈테판왕, Op. 117과 아테네의 폐허, Op. 113을 썼다. 다음 해에도 테플리츠를 다시 방문하라는 조언을 받은 베토벤은 그곳에서 괴테를 만나게 된다. 뿐만 아니라 그곳에는 다양한 귀족, 군주들과 함께 재능있는 작가 베티나 브렌타노도 있었다. 이러한 만남을 추진한 것은 바로 베티나였다. 베티나는 베토벤과 괴테, 모두를 존경하고 있었다. 얼마후 괴테는 카를 프리드리히 젤터(Carl Friedrich Zelter, 1758–1832)에게 다음과 같이 썼다: "그(베토벤)의 재능은 저를 놀라게 했습니다. 불행히도 그는 완전히 길들여지지 않은 성격입니다. 그가 세상을 혐오스럽게 여기는 것이 전혀 잘못된 것은 아니지만, 확실히 그러한 그의 태도는 자신이나 타인을 더 이상 즐겁게 하지 못합니다." 베토벤은 브라이트코프 운트 헤르텔 출판사에 "괴테는 시인이 되는 것보다 훨씬 더 궁정의 분위기를 좋아합니다."라고 편지를 보냈다. 그러나 그들의 만남 후에 그는 괴테의 한 쌍의 시를 기반으로 1815년에 합창단과 오케스트라를 위한 조용한 바다와 즐거운 항해, Op. 112를 작곡하게 된다. 이것은 1822년에 시인에게 헌정되며 출판되었고, 베토벤은 다음과 같이 썼다: "내가 젊었을 때 이미 소중히 여겼던 유일한 불멸의 괴테를 위해 간직하고 있던, 감탄과 사랑과 존경이 지속되었습니다." 음악적 취향과 같은 괴테의 사회적 태도는 보다 형식적인 시대에 형성되었다. 스물 한 살 후배인 베토벤에게 있어서 진정한 귀족은 예술가 뿐이었다. 20년 후 베티나가 보고한 것처럼, 신화에 대한 그의 환멸은 거리에서 왕족을 만났을 때 괴테의 행동에 의해 결정되었다. 베토벤이 괴테에게 말했다. "귀족들도 우리에게 경의를 표하기 위해 길을 양보할 것이니 계속 걸으십시오." 그러나 괴테는 길가로 비켜 모자를 벗고 경의를 표했다. 베토벤은 주머니에 손을 넣은 채 그들의 행렬을 바로 통과했다. 그리고 괴테를 기다리며 베토벤은 그에게 이렇게 말했다. "나는 당신을 존경하고 당신의 작품을 존경하기 때문에 당신을 기다렸지만 당신은 그 사람들에게 너무 많은 존경심을 보였습니다."

#### 불멸의 연인

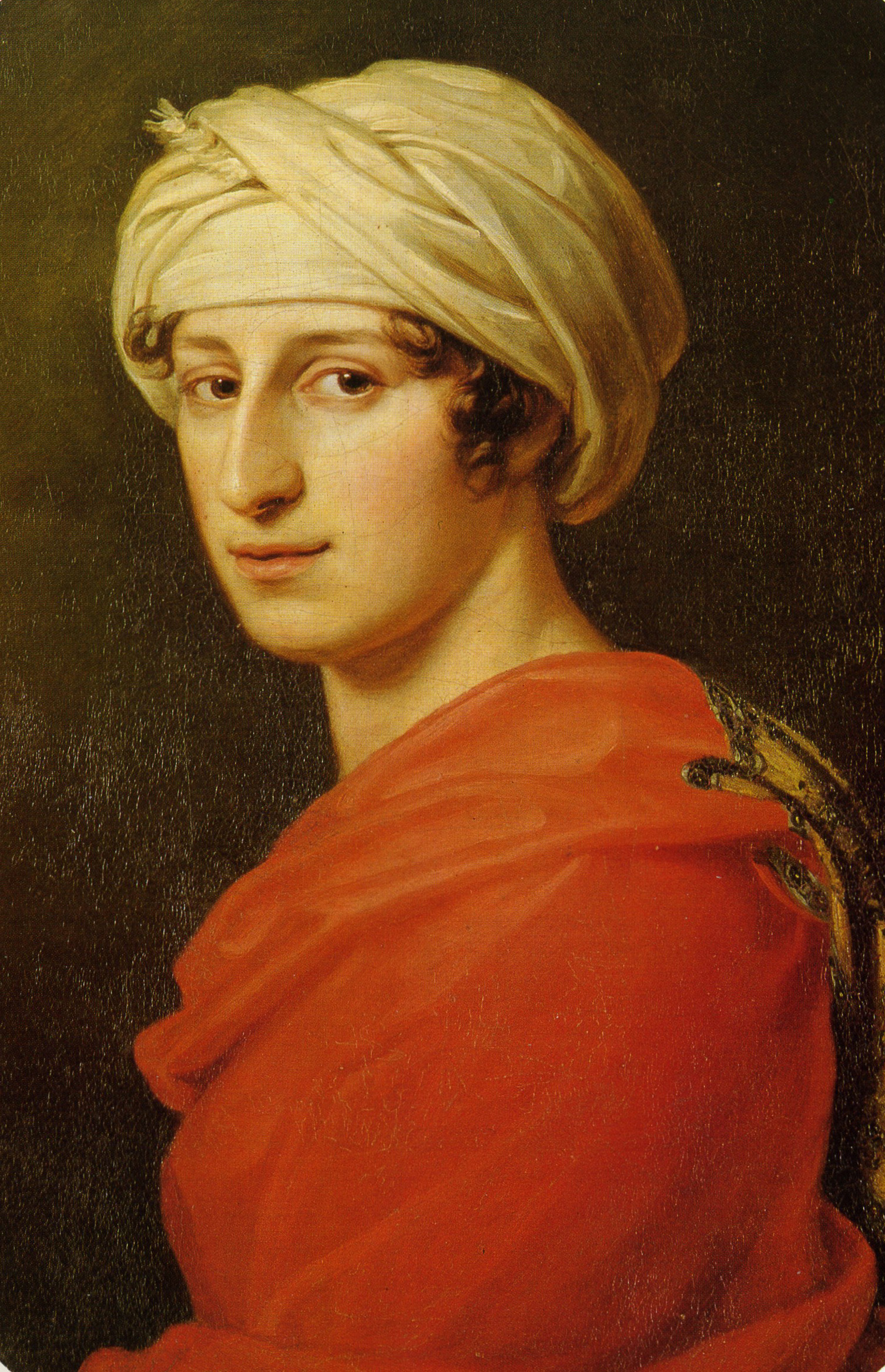
안토니 브렌타노 (1808년, 요제프 카를 슈틸러의 초상화)

1812년, 그가 테플리츠에 있는 동안 그는 그의 "불멸의 연인"에게 10 페이지 분량의 러브레터를 썼는데, 그는 이 편지를 그 수취인에게 보내지 않았다. 음악학자 메이너드 솔로몬이 의도한 수신자가 안토니 브렌타노(Antonie Brentano, 1780–1869)인 것이 틀림없다는 것을 설득력 있게 증명했음에도 불구하고, 의도된 수신자의 신원은 오랫동안 논쟁의 대상이 되어왔다.
이 모든 것들은 베토벤이 빈에서의 첫 10년 동안 가능한 소울메이트로 여겨져 왔다. 귀차르디(Julie Guicciardi, 1784–1856)는 베토벤과 바람을 피웠지만 그에게 진지한 관심을 가진 적이 없었고 1803년 11월에 갈렌베르크 백작과 결혼했다(베토벤은 후대의 비서 겸 전기작가인 안톤 쉰들러에게 "(귀차르디가) 나를 찾았고 울었지만, 나는 그녀를 경멸했다"고 주장했다. 요제피네(Josephine Brunsvik or Countess Josephine Deym, 1779–1821)는 베토벤이 그녀로 인해 열병을 앓고 있을 때에 얼마 지나지 않아 같은 귀족, 그리고 부유한 귀족과 결혼하기를 바라는 어머니의 설득으로 노인 백작 요제프 다임(Joseph von Deym, 1752–1804)과 결혼했다. 요제프 다임은 1804년에 사망했다. 베토벤은 그녀의 집을 방문하기 시작했고 열정적인 편지를 보내기 시작했다. 처음에 그는 요제피네가 자신을 사랑할 수 없다는 것을 받아들였지만, 그녀가 부다페스트로 이주한 후에도 계속해서 그녀에게 말을 걸어, 마침내 1807년에 그녀에게 보낸 마지막 편지에서 다음과 같은 메시지를 받았다는 것을 보여주었다: "내가 당신의 기억에서 완전히 사라지지 않은 듯 여전히 나타나길 바라주셔서 감사합니다." 말파티(Therese Malfatti von Rohrenbach zu Dezza, 1792–1851)는 베토벤의 주치의의 조카딸로 1810년에 그녀에게 청혼했었다. 그는 40세, 그녀는 19세였다. 그 제안은 거절당했다. 그녀는 이제 피아노 바가텔 엘리제를 위하여, WoO 59의 수령자로 기억된다.
베토벤보다 열 살 아래인 안토니 브렌타노는 베토벤의 가족 소개를 제공했던 베티나 브렌타노의 이복 동생 프란츠 브렌타노의 아내였다. 안토니는 베토벤과 짧은 시기 동안(1811-1812년) 바람을 피웠던 것으로 여겨진다. 안토니는 1812년 말에 남편과 함께 빈을 떠나 베토벤을 다시는 만나지 않았다(또는 그와 서신 왕래가 분명했다). 말년에 그녀는 베토벤에 대해서 글을 쓰고 친절하게 말했다.

### 찬사1813–1822

#### 가족 문제

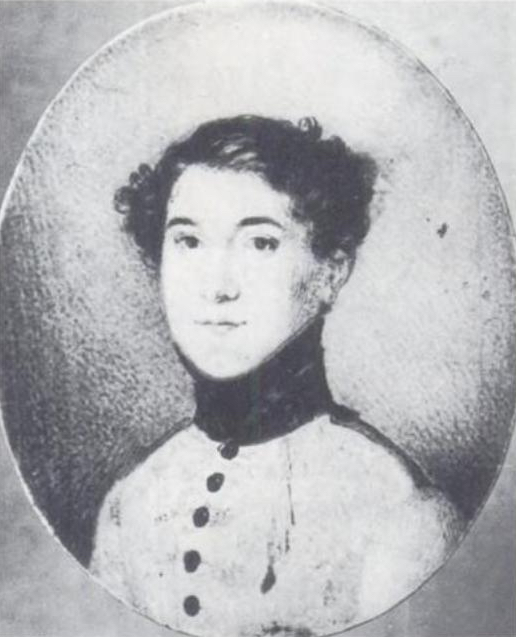
카를 판 베토벤, 1820년경: 작자 미상의 초상화

1813년 초 베토벤은 어려운 감정적 시기를 겪은 것 같았고 그의 작곡의 결과도 떨어졌다. 그의 개인적 모습도 퇴화되었다—일반적으로 깔끔했었다—공공장소에서의 그의 태도, 특히 식사할 때 그의 태도가 그랬다. 가족 문제가 이것에 영향을 미쳤을 수 있다.
베토벤은 1812년 10월 말에 그의 둘째 동생 요한을 방문했다. 그는 요한이 이미 사생아를 가졌던 테레제 오버마이어와의 동거 생활을 끝내기를 바랬다. 그는 요한에게 관계를 끝내도록 설득할 수 없었고 지역 시민 및 종교 당국에 호소했지만 요한과 테레제는 11월 8일에 결혼했다.
그의 동생 카스파의 결핵으로 인한 질병과 궁극적인 죽음은 점점 더 큰 관심사가 되었다. 카스파는 한동안 아팠다. 1813년에 베토벤은 그에게 1500 플로린을 빌려 주었고 그 상환금은 결국 복잡한 법적 조치로 이어졌다. 1815년 11월 15일에 카스파가 사망한 후 베토벤은 당시 아홉살이었던 아들 카를의 양육권을 놓고 카스파의 아내 요한나와 오랜 법적 분쟁에 휘말렸다. 베토벤은 카스파에 대한 성공적인 지원으로 소년의 유일한 후견인으로 지명되는 것에 성공했었다. 카스파의 유언장에 대한 늦은 유언 보충서로 그와 요한나는 공동 후견인이 되었다. 베토벤은 1816년 1월에 조카를 양육권에서 빼내는데 성공했고, 1818년에 그를 사립학교에 입학시키는 동안 다시 카를 주변의 법적 절차에 몰두했다. 귀족 계급(the nobility), 란트법(Landrechte)에 대한 증거를 법원에 제출하면서, 베토벤은 자신이 고귀한 출생이라는 것을 증명할 수 없었고, 그 결과 1818년 12월 18일에 빈의 민사관으로 사건이 옮겨져 단독 후견인 자격을 잃었다. 그는 1820년에 격렬한 법적 투쟁 끝에 양육권을 되찾았다. 그 후 몇 년 동안 베토벤은 카를이 위압적인 태도로 인식하는 방식으로 조카의 삶에 자주 간섭했다.

#### 전후의 빈
1813년 6월 베토벤은 마침내 웰링턴 공작(Arthur Wellesley, 1769–1852)이 이끄는 연합에 의한 비토리아 전투에서 나폴레옹의 패배에 대한 소식이 전해지면서 다시 중요한 작곡을 시작하도록 동기를 부여 받았다. 발명가 요한 네포묵 멜젤(Johann Nepomuk Mälzel, 1772–1838)은 그의 기계 오케스트라 팬하몬니콘의 행사를 기념하는 작품을 쓰도록 그를 설득했다. 그러나 베토벤은 큰 밴드를 위한 작곡을 썼기 때문에 멜젤이 만든 기계로는 음악을 연주할 수 없었다. 대안으로 베토벤은 오케스트라를 위해 교향곡을 다시 작성, 첫 번째 부분에서 추가 작업을 하고 작품 이름을 웰링턴의 승전(Op. 91, "전쟁 교향곡"이라고도 함)으로 변경했다. 이것은 12월 8일에 그의 일곱 번째 교향곡, Op. 92와 함께 전쟁 피해자를 위한 자선 연주회에서 처음 연주되었다. 연주회는 큰 성공을 거두어 12월 12일에 반복되었다. 오케스트라에는 자코모 마이어베어(Giacomo Meyerbeer, 1791–1864)와 도메니코 드라고네티(Domenico Dragonetti, 1763–1846)를 포함하여 당시 빈에 있었던 여러 유명하고 떠오르는 음악가가 포함되었다. 그 작품은 1814년 1월과 2월에 베토벤의 연주회에서 반복되는 공연으로 받아들여졌다. 이 연주회는 베토벤이 그의 경력에서 다른 어떤 것보다 더 많은 이익을 가져왔고, 결국 그의 사망 당시 그의 재산에서 가장 귀중한 자산이 될 은행 주식을 살 수 있게 해 주었다.
베토벤의 새로운 인기로 인해 피델리오의 부활에 대한 요구가 생겨나기 시작했다. 세 번째 개정판은 빈에서 7월에 개막했을 때 호평을 받았으며 다음 해에도 그 곳에서 자주 상연되었다. 베토벤의 출판사인 아르타리아(Artaria)는 스무살의 이그나츠 모셸레스에게 오페라의 피아노 악보를 준비하도록 의뢰했으며, 그는 "하나님의 도움으로 끝났습니다!"라고 새겼다 – 베토벤은 "오 남자, 그대 스스로를 도우라."를 추가했다. 그해 여름, 베토벤은 5년 만에 처음으로 피아노 소나타(27번 e 단조, Op. 90)를 작곡했다. 그는 또한 1814년 11월에 시작된 빈 의회에 온 많은 국가 원수들과 외교관들을 즐겁게 하기 위해 애국적인 분위기에서 음악을 제작한 많은 작곡가들 중 한 명이었는데, 메이너드 솔로몬은 Op. 136의 영광의 순간과 이와 유사한 합창 작품들에 대해, "베토벤의 인기를 넓혔지만, 진지한 작곡가로서의 명성을 높이는 데는 별 도움이 되지 않았다."고 말했다.
1814년 4월과 5월에 그의 대공 삼중주에서 연주한 베토벤은 독주자로서 마지막으로 공개 출연했다. 작곡가 루이스 슈포어는 다음과 같이 언급했다: "피아노는 음정이 좋지 않았고, 베토벤은 그것을 듣지 못했기 때문에 거의 염두에 두지 않았다. 예술가의 미덕이 거의 남아 있지 않았다. 나는 매우 슬펐다." 1814년부터 베토벤은 멜젤에 의해 디자인 된 나팔형-보청기를 사용하였다(이 중 다수는 본의 베토벤하우스에 전시되어 있다).
그의 1815년의 Op. 94는 시 "희망에 부쳐"("An die Hoffnung")의 표현력 있는 두 번째 설정을 포함하고 있다. 1805년 Op. 32의 첫 번째 설정(요제피네 브룬스비크를 위한 선물)과 비교하면, "훨씬 더 극적이고 ... 전체 정신은 오페라의 한 장면과 같은 것이다." 그러나 그의 에너지가 떨어지는 것 같았다: 이 작품 외에도 그는 두 개의 첼로 소나타(Op. 101-1,2)와 몇 개의 작은 작품을 시작했지만, 여섯 번째 피아노 협주곡을 포기했다.(희망에 부쳐, Op. 32)

#### 중단
1815년과 1819년 사이에 베토벤의 생산량은 다시 그의 성숙한 삶에서 유일무이한 수준으로 떨어졌다. 그는 그 원인 중의 하나가 1816년 10월부터 1년 이상 앓았던 긴 병("염증열")이라고 생각했다. 그의 전기 작가 메이너드 솔로몬(Maynard Elliott Solomon, 1930–2020) 은 이것이 그의 조카 카를과 관련된 현재 진행중인 법적 문제들, 그리고 베토벤이 현재의 음악적 경향과 점점 더 대립하고 있다는 것을 알게 된 결과일 것이라고 주장한다. 그는 초자연적인 독일 낭만주의의 발전에 공감하지 않고(슈포어, 하인리히 마르슈너, 카를 마리아 폰 베버의 오페라에서처럼), 고전주의 시대의 순환형식에 대해 작은 양식과 서정적 분위기의 소품으로 임박하고 있는 낭만주의의 파편화에 저항했고, 바흐, 헨델 및 팔레스트리나에 대한 연구로 향했다. 1817년 멜젤이 새로 개발한 메트로놈에 대한 베토벤의 지지를 구하고 얻었을 때 옛 인연이 갱신되었다. 이 기간 동안 그가 완성한 몇 가지 주요 작품으로는 1818년의 "하머클라비어"라는 별칭으로 알려진 피아노 소나타 29번, Op. 106과 알로이스 야이텔레스의 시를 설정으로 고전주의의 레파토리에 연가곡을 도입한 1816년의 멀리 있는 연인에게, Op. 98이 포함된다. 1818년에 그는 그의 마지막 교향곡 9번의 일부가 될 음악 스케치를 시작했다.
1818년 초에 베토벤의 건강이 좋아졌고, 열한살인 그의 조카 카를은 1월에 그와 함께 움직였다(카를의 어머니가 1년 안에 그를 법정에서 되찾았음에도 불구하고). 하지만 곧 베토벤의 청력은 다시 심각하게 악화되어 베토벤과 그의 대화 상대자들은 대화를 수행하기 위해 공책에 글을 써야했다. 이 "필담장"(筆談帳)은 이 시기 이후 그의 생애에 대한 풍부한 기록 자료이다. 여기에는 음악, 비즈니스 및 개인 생활에 대한 토론이 포함된다. 그것들은 또한 그의 접촉에 대한, 그리고 그가 의도한 그의 음악이 어떻게 연주되어야 하는 지에 대한 조사, 그리고 음악 예술에 대한 그의 의견에 관한 귀중한 자료이다. 그의 가계 관리는 다소 개선되었다; 병에 걸렸을 때 치료를 도왔던 호텔 주인 여자 나네테 슈트라이허(Nanette Streicher, 1789–1833)는 계속해서 약간의 지원을 제공했고 마침내 숙련된 요리사를 찾았다. 영국에서 베토벤이 행했던 존경심에 대한 감사의 후기는 그 해 소유주인 토마스 브로드우드(Thomas Broadwood)가 브로드우드 피아노를 발표해 베토벤이 감사를 표한 것이다. 그러나 그는 로열 필하모닉 협회가 제안한 그 해의 런던 방문을 단행하기에는 역부족이었다.

#### 부활

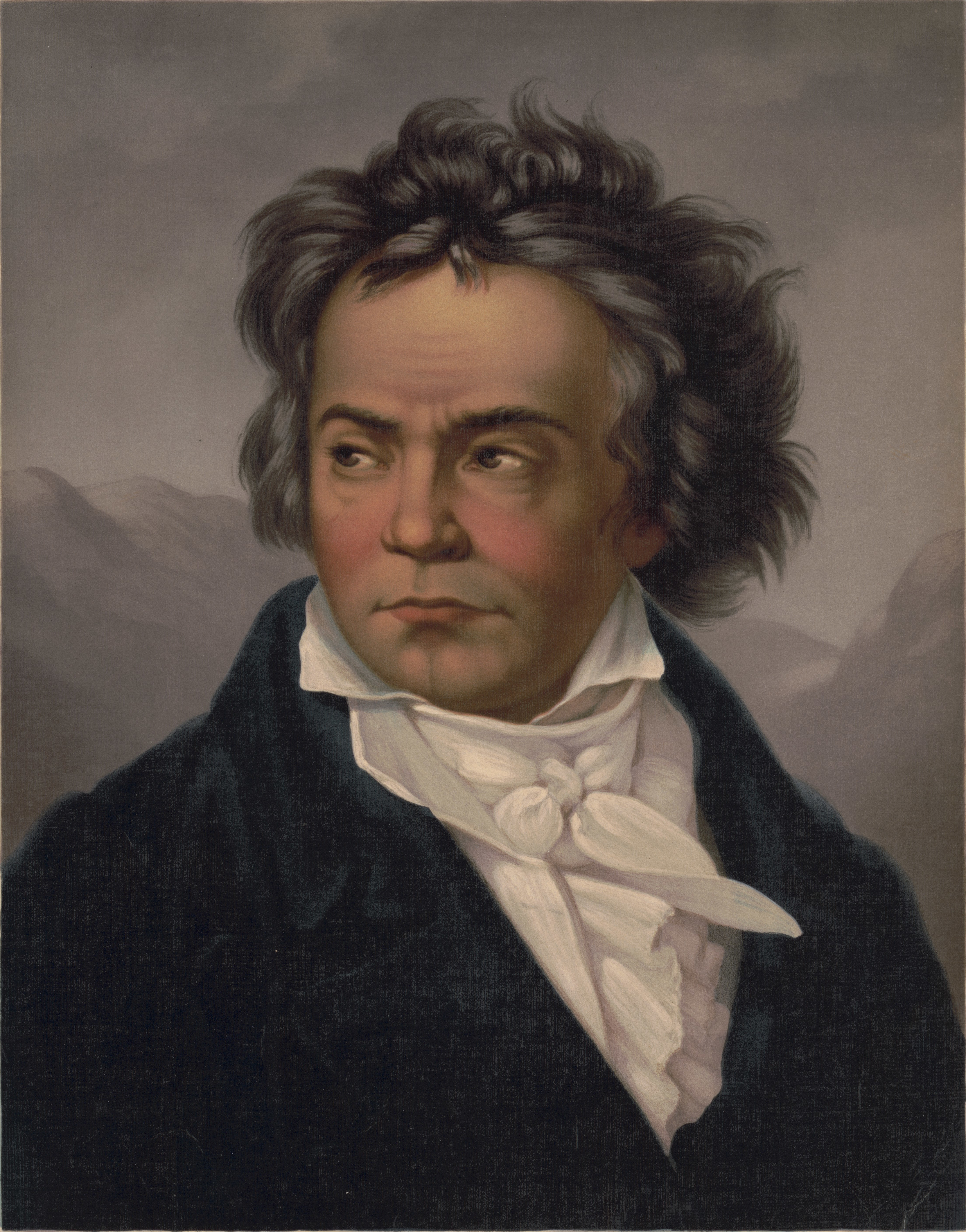
베토벤 (1819년, 페르디난드 시몬에 의한 초상화)

넓은 서신과 로비활동을 포함하는 카를에 대한 그의 지속적인 법적 투쟁으로 시간을 보냈음에도 불구하고, 1819년에 베토벤의 주요 작곡 프로젝트를 촉발시킨 두 가지 사건이 있었다. 첫 번째는 올로모우츠(현 체코) 대주교로서 루돌프 대공이 추기경-대주교로 승진했다는 발표였는데, 이것은 1820년 3월 루돌프의 올로모우에서의 취임을 위해 장엄미사, Op. 123을 촉발시켰다. 다른 하나는 출판인 안토니오 디아벨리(Antonio Diabelli, 1781–1858)가 베토벤, 프란츠 슈베르트, 체르니, 여덟 살의 프란츠 리스트 등 50명의 비엔나 작곡가를 초청하여 그가 제공한 주제에 대한 각 변주곡을 작곡하도록 한 것이다. 그가 제공한 주제에 각각. 베토벤은 경쟁에서 앞서기 위해 박차를 가했고 1819년 중반까지 이미 서른세 개의 디아벨리 변주곡, Op. 120이 될 스무개의 변주곡을 완성했다. 이 두 작업 중 어느 것도 몇 년 동안 완료될 예정이 작품이 아니었다. 1819년의 중요한 헌사는 누가 뭐라고 해도 40개의 변주곡을 작곡한 루돌프 대공 주제로 쓰여진 G 장조 피아노곡 오 희망(O Hoffnung), WoO 200이었다. 1818년에 대공이 40개의 변주곡을 썼을 때 "오 희망, 당신이 우리의 마음을 단단하게 하고 우리의 고통을 달래주길 바랍니다"(O Hoffnung, du stählst die Herzen, du milderst die Schmerzen)라는 원고의 문구들을 바탕으로 베토벤은 그의 제자를 위한 노래 주제를 작곡했다. 다음 세기에 가장 친숙한 모습 중 하나였던 오늘날의 페르디난트 시몬(Ferdinand Schimon, 1797–1852)의 베토벤 초상화는 예술적인 약점에도 불구하고 쉰들러에 의해 다음과 같이 묘사되었다: "그 특별한 모습의 표현에서, 장엄한 이마 ... 단단히 닫혀진 입과 껍질 모양의 턱, ... 다른 어떤 그림보다 자연에 더 가깝다."
루돌프를 위한 미사곡을 집필하겠다는 베토벤의 다음 해 결심은 독실한 가톨릭교도로서의 동기가 아니었다. 그는 가톨릭교도로 태어났지만 그가 자란 본에 있는 궁정에서 행한 종교의 형태는 메이너드 솔로몬의 말에 따르면 "교회와 합리주의 사이에 비교적 평화로운 공존을 허용하는 타협 이데올로기"였다. 베토벤의 일기(1812년과 1818년 사이에 가끔 간간히 간직한 일기)는 인도, 이집트, 동양의 종교 철학과 리그베다의 저술을 포함하여 다양한 종교 철학에 대한 그의 관심을 보여준다. 1821년 7월 루돌프에게 보낸 편지에서 베토벤은 개인 신에 대한 자신의 믿음을 보여준다: "하느님은 ... 내 가장 깊은 마음을 보시고 인간으로서 가장 양심적으로, 그리고 모든 경우에 인류, 하느님, 그리고 자연이 내게 부여하는 의무를 수행한다는 것을 알고 있습니다." 장엄미사의 스케치 중 하나에서 그는 "내면과 외면의 평화를 위한 간청"을 썼다.

베토벤의 위상은 1819년/1820년과 1820년/1821년 시즌에 연주자 프란츠 시버 게바우어(Franz Xaver Gebauer, 1784–1822)가 빈에서 행했던 일련의 연주회에 의해 확인되었는데, 이 기간 동안 그의 교향곡 8곡 모두 연주되었으며 여기에 오라토리오 감람산 위의 그리스도와 미사곡 C 장조가 더해졌다.
출판인 모리츠 슐레진저(Moritz Adolf Schlesinger, 1798–1871)가 베토벤을 처음 방문한 것은 1819년이었다. 그 결과 슐레진저는 베토벤의 마지막 피아노 소나타 세 곡과 마지막 사중주를 확보하게 되었다; 베토벤에게 있어 슐레진저가 끌리는 것 중 하나는 독일과 프랑스에 출판 시설을 가지고 있고, 저작권 침해 문제가 생길 경우 이를 극복할 수 있는 영국에 연결되어 있다는 것이다. 베토벤이 1820년에 슐레진저와 계약한 세 개의 소나타 중 첫 번째 소나타는 소나타 당 30 두카트(미사 완료 지연)로 그해 말 출판사에게 발송되었다(피아노 소나타 30번, Op. 109, 안토니 브렌타노의 딸 막시밀리안에게 헌정됨).
1821년 초, 베토벤은 류머티즘과 황달에 시달리는 건강 상태가 다시 한 번 보였다. 그럼에도 불구하고 그는 슐레진저에게 약속한 나머지 피아노 소나타(31번, Op. 110은 12월에 출판됨)와 미사곡에 대한 작업을 계속했다. 1822년 초 베토벤은 결혼한 그의 형제 요한과 화해하기를 원했다. 1812년의 요한의 결혼은 그의 반대에 부딪혔다. 그러나 이제 요한은 (당시의 대화책에서 목격된 바와 같이) 단골 방문객이 되었고, 그의 작품 중 일부의 일부의 소유권에 대해 돈을 빌려주는 등 그의 사업상 도움을 주기 시작했다. 베토벤은 또한 반대편인 카를의 승인에는 비록 미치지 못했지만, 그녀에게 소득을 지원하는 것을 포함하여 조카의 어머니와 화해를 구했다. 1822년 말 두 번의 수수료가 베토벤의 재정 전망을 향상시켰다. 11월 런던 필 하모닉 협회는 교향곡을 위한 커미션을 제안했다. 그는 그가 작업하고 있는 교향곡 9번의 적절한 보금자리로서 기쁘게 받아들였다. 또한 11월에 상트페테르부르크의 니콜라이 갈리친(Nikolai Borisovich Galitzin, 1794–1866) 공작은 베토벤에게 현악 사중주 세 개를 요청하며 원하는 대가를 지불하겠다고 제안했다. 베토벤이 당시 그와 함께 살던 조카 카를에게 쓴 편지에 의하면, 각 사중주 당 50 듀카드의 높은 수준으로 가격으로 책정되어 있다.
1840년, 베토벤의 초기에 관하여 최고의 영향력 있는(항상 신뢰할 수 있는 것은 아님) 전기 작가 중 한 사람이 된 안톤 쉰들러는, 1822년 동안 작곡가의 무보수 비서로 일하기 시작했다. 그는 나중에 그가 1814년부터 베토벤 서클의 일원이라고 주장했지만 이에 대한 증거는 없다. 쿠퍼는 "베토벤은 그의 도움을 크게 고맙게 생각했지만 그를 남자로 생각하지는 않았다"고 제안했다.

### 마지막 해1823–1827

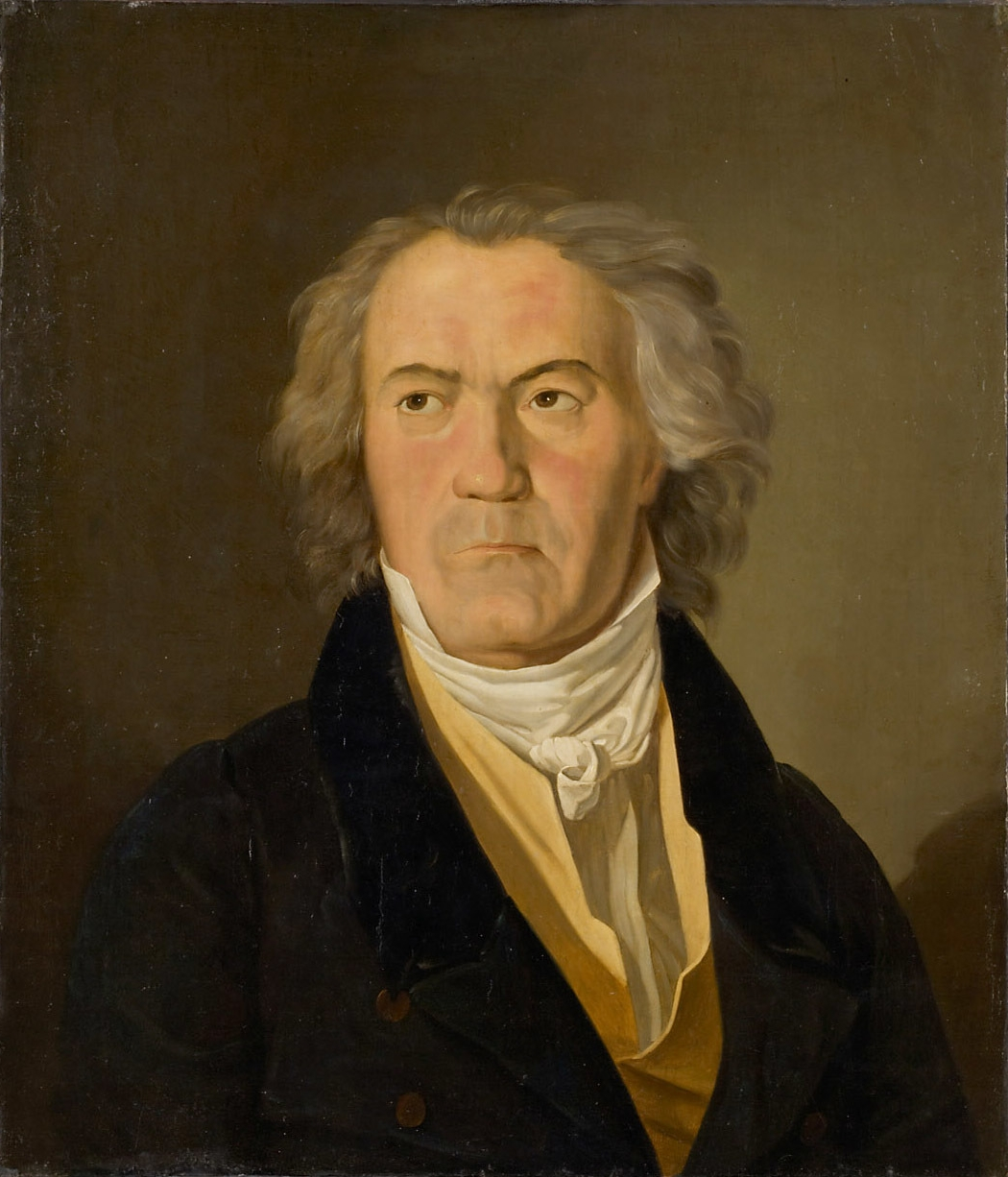
1823년의 베토벤, 페르디난드 게오르그 발트뮐러의 초상화

1823년에는 세 개의 주목할 만한 작품이 완성되었다. 이 작품들은 모두 몇 년 동안 베토벤을 점령하고 있던 것들로서 장엄미사, 교향곡 9번, 디아벨리 변주곡이 바로 그것들이다. 베토벤은 마침내 완성된 미사곡 사본을 3월 19일(대공이 대주교로 취임한 지 1년이 지난 때)에 루돌프에게 제출했다. 그러나 그는 작품의 원고를 독일과 유럽의 여러 법원에 각각 50 듀카트로 수익성 있게 판매 할 수 있다는 개념을 세웠기 때문에 출판이나 공연을 서두르지 않았다. 이 제안을 받아들인 소수 중 한 명은 베토벤에게 무거운 금메달을 보냈던 프랑스의 루이 13세였다. 교향곡과 변주곡은 나머지 베토벤 작업 연도의 대부분을 차지했다. 디아벨리는 두 작품을 모두 출판하기를 원했지만 미사곡의 잠재적 인상은 슐레진저와 피터스를 포함한 다른 많은 출판사들이 베토벤에게 로비를 하게 했다. 그리고 결국 쇼트(Schott Music)에 의해 획득되었다.
베토벤은 그의 작품에 대한 빈의 수용에 대해 비판적이었다. 그는 1822년에 방문한 독일의 음악평론가 요한 프리드리히 로흘리츠(Johann Friedrich Rochlitz, 1769–1842)에게 다음과 같이 말했다: "여기서 나의 음악을 듣지 못할 것입니다 ... 피델리오 그들은 그것을 줄 수 없으며 듣고 싶어하지도 않습니다. 교향곡: 그들에게는 시간이 없습니다. 내 협주곡: 누구나 자신이 만든 재료만을 갈고 갑니다. 독주곡: 그것들은 오래 전에 유행에서 벗어났고 여기의 유행이 모든 것입니다. 기껏해야 슈판치히는 가끔 사중주를 파헤칩니다."
따라서 그는 베를린에서 미사곡과 교향곡 9번을 초연하는 것에 대해 문의했다. 그의 빈 추종자들이 이것을 알게 되었을 때, 그들은 그에게 지역 공연을 준비해달라고 간청했다. 베토벤이 승리했고 교향곡은 1824년 5월 7일에 장엄미사 섹션과 함께 처음으로 연주되어 캐른트너토르테아트르에서 큰 찬사를 받았다. 베토벤은 공연의 비트 타임 동안 지휘자 미카엘 움라우프(Michael Umlauf, 1781–1842) 옆에 서 있었다. 움라우프는 베토벤이 청각장애인인 것을 배려한 콘트랄토 가수 카롤리네 웅거(Caroline Unger, 1803–1877)와 오케스트라에게 그를 무시하라고 경고했지만, 청각장애 때문에 베토벤이 목격하기 전까지 뒤따른 박수조차 알지 못했다. 웅거의 도움으로 객석을 향해 뒤돌아서게 된 베토벤은 그제서야 관객들이 떠들썩하게 박수를 치고 있는 공명함을 눈으로 확인, 관객들의 환대에 눈물을 흘렸다. Allgemeine musikalische Zeitung ("일반음악신문")은 "지치지 않는 천재가 우리에게 새로운 세상을 보여줬다"고 표현했고, 카를 체르니는 교향곡에 대해 "너무 신선하고 활기차며 정말 젊은 정신을 들이마셨다 ... 그는 때때로 확실히 낡은 가발이 머리를 흔들도록 이끌었지만, 이 독창적인 사람의 머리에서는 언제나처럼 많은 힘과 혁신, 그리고 아름다움이 뿜어져 나왔다"고 기록했다. 공연은 설치하는 데 드는 비용이 매우 많이 들었기 때문에 베토벤에게 많은 돈을 벌어들이게 하지는 못했다. 5월 24일에 프로듀서가 그에게 최소한의 수수료를 보장한 두 번째 공연은 참석률이 낮았다. 조카 카를은 "많은 사람들이 이미 자기 나라로 입국했다"고 언급했다. 이것은 베토벤의 마지막 공개 공연이었다. 베토벤은 쉰들러가 부정 행위를 하거나 티켓 영수증을 잘못 관리했다고 여겼고, 이로 인해 두 사람의 관계가 서먹해 졌다. 1826년에 두 사람은 화해를 했음에도, 결국 베토벤의 비서는 쉰들러에서 카를 홀츠(슈판치히 사중주단의 두 번째 바이올린 연주자)로 교체되었다.
베토벤은 건강이 나빠졌음에도 불구하고 갈리친을 위해 현악 사중주를 쓰기 시작했다. 이것들 중 첫 번째의 사중주 12번 E♭ 장조, Op. 127은 1825년 3월에 슈판치히 사중주단에 의해 초연되었다. 1825년 4월, 사중주 A 단조 15번, Op. 132를 쓰다가 갑작스런 병에 걸렸다. 바덴에서 회복하면서 그는 "건강을 회복한 자가 신에게 감사하는 신성한 노래, 리디안 선법을 따름"이라고 불리는 느린 악장을 착수하게 되었다. 다음으로 완성된 것은 사중주 13번 B♭ 장조, Op. 130이었다. 6악장에서 마지막 대위법의 악장은 1826년 3월의 초연에서 연주자와 관객 모두에게 매우 어려운 것으로 증명되었다. 베토벤은 출판사 아르타리아에 의해 추가 요금을 받으며 새로운 피날레를 쓰고 마지막 악장을 별도의 작품(대푸가, Op. 133)으로 발행하도록 설득되었다. 베토벤이 가장 좋아하는 작품은 이 시리즈의 마지막 편인 사중주 14번 C♯ 단조, Op. 131이며 베토벤은 이것을 가장 완벽한 단일 작품으로 평가했다.
베토벤과 그의 조카 카를과의 관계는 계속해서 격렬했다. 베토벤이 그에게 보낸 편지는 요구가 지나쳤고 꾸짖는 방식이었다. 8월 베토벤의 뜻에 반하여 어머니를 다시 만난 카를은 자살을 시도했다. 그는 살아 남았고 퇴원 후 베토벤과 그의 삼촌 요한과 함께 그나이젠도르프로 요양하러 갔다. 그곳에 있는 동안 베토벤은 추가로 사중주(F 장조 16번, Op. 135)를 완료하여 슐레진저에게 보냈다. 베토벤은 마지막 악장에서 도입부의 느린 화음 아래에 "Muss es sein?"("그래야만 하는가?")라는 문구를 붙였다; 그 응답의 문구는 이 악장의 더 빠른 제1주제 위에 "Es muss sein!"("그래야만 한다!")라고 적혀 있다. 악장 전체는 제목처럼 "어려운 결정"("Der schwer gefasste Entschluss")을 향하고 있다. 11월에 베토벤은 최종 작품인 사중주 13번 B♭ 장조, Op. 130의 대체 피날레를 완성했다. 이때 베토벤은 이미 병이 들어 우울해 있었다; 그는 요한과 다투기 시작했고, 요한은 그의 아내보다 우선권으로 카를을 상속자로 삼았다고 주장했다.

### 사망

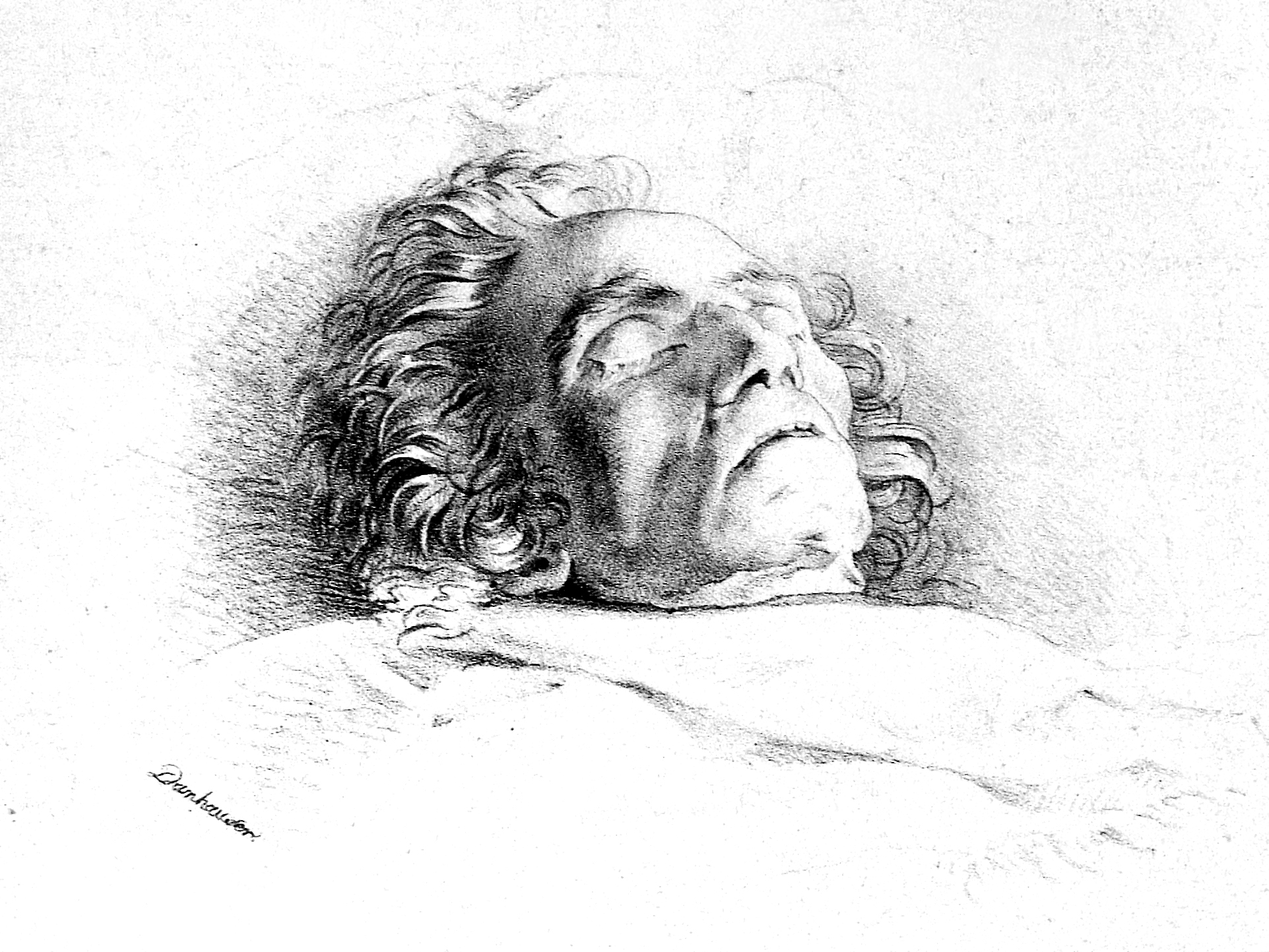
임종 순간의 베토벤ː 1827년 3월 27일, 죠셉 단하우저에 의한 스케치

베토벤은 종종 30세 무렵부터 질병에 시달렸다. 설사, 복통, 산통, 열병, 또는 염증과 같은 다양한 증상에 대한 설명이 있다. 한편으로는 급성 질환이 원인으로 간주 될 수 있고, 다른 한편으로는 하나 이상의 만성 질환이 주요 원인으로 명명될 수 있다. 무엇보다도 납 중독, 브루셀라증 및 잦은 음주 등이 의심되고 있다. 현재까지는 베토벤의 건강 문제가 한 가지로 인한 것인지, 아니면 여러 가지 다른 원인으로 인한 것인지 확실하게 밝혀져 있지 않다. 베토벤의 전기 작가들은 예술가가 값비싼 사탕 수수 설탕 대신 납 설탕으로 달게 했던 값싼 화이트 와인을 정기적으로 마셨다고 언급했다. 베토벤의 뼈와 머리카락에는 거의 측정되지 않은 농도의 납이 포함되어 있었다.
나이가 들면서 질병의 빈도와 강도가 증가했다. 1821년 여름, 심한 황달이 간경변을 예고했다. 베토벤은 목욕과 란트 체류에 대한 불만에서 구제를 구했고, 1826년 9월 29일 그의 조카와 함께 그나익센도르프에 있는 그의 형제 요한의 집으로 옮겨 석달동안 머물렀다. 12월 초, 춥고 습한 날씨에 열린 차를 타고 빈으로 돌아오는 여행에서 베토벤은 폐렴에 걸렸다. 회복 직후 다리와 복부의 수분 저류 및 황달과 함께 심각한 간경변 증상이 나타나 베토벤은 더 이상 병상을 떠날 수 없었다. 카를은 12월 동안 베토벤의 침대 옆에 머물렀다. 하지만, 다음 해 1월 초에 이흘라바에 입대하기 위해 떠났고, 얼마 지나지 않아 베토벤에게 편지를 썼다ː "사랑하는 아버지... 나는 만족하며 살고 있으면서도, 당신과 헤어지게 된 것만은 후회합니다." 하지만 카를은 삼촌을 다시 보지 못했다. 카를이 떠난 직후 베토벤은 그의 조카를 유일한 상속자로 만드는 유언장을 썼다.

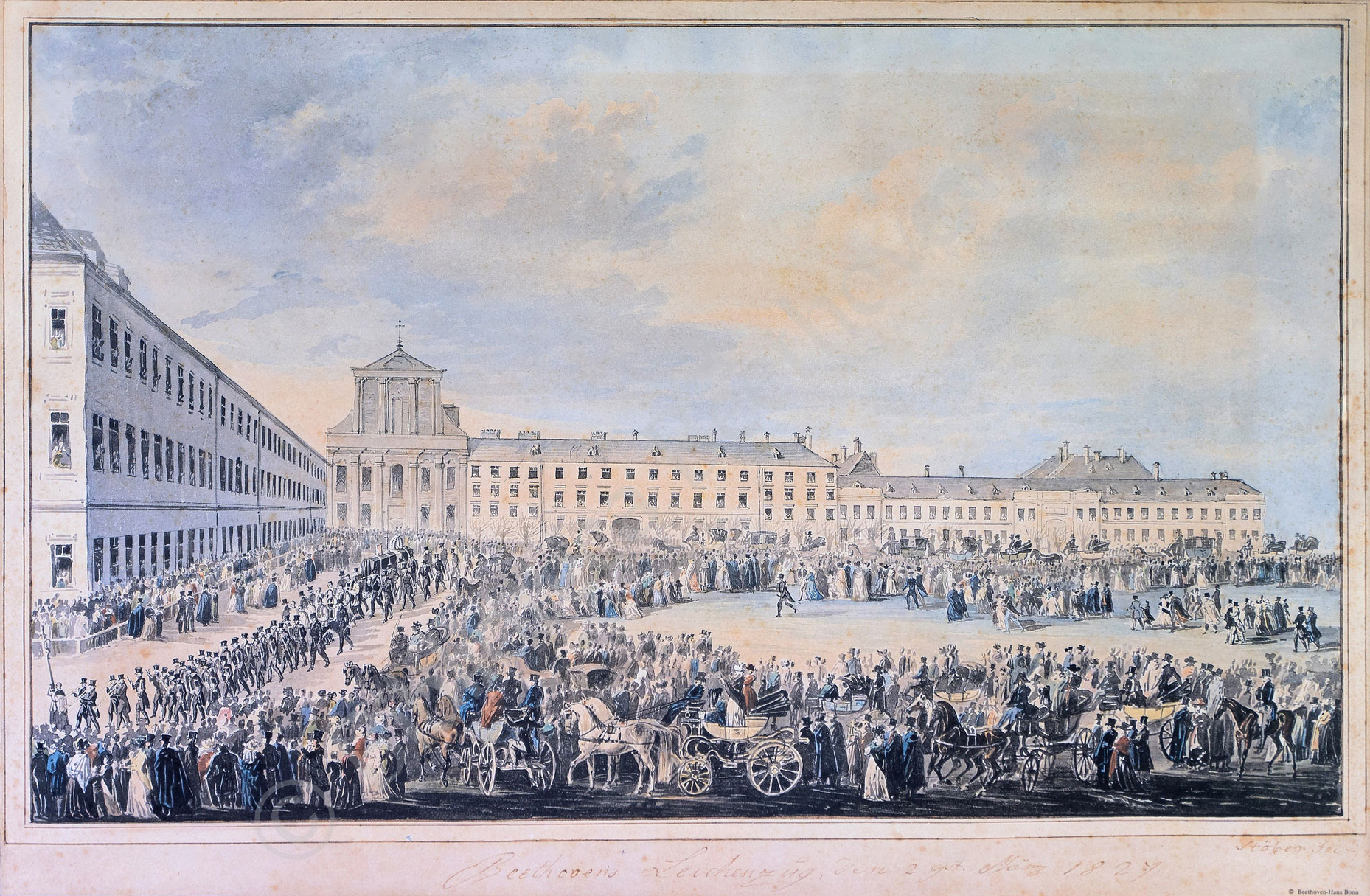
베토벤의 장례 행렬: 1827년, F. X. 스토버의 수채화

1월 말에는 베토벤의 병 치료를 위해 말파티 박사가 참석했다. 그의 치료는 주로 알코올에 집중되었다. 베토벤의 상태가 심각하다는 소식이 퍼지자 디아벨리, 슈판치히, 리히노프스키, 쉰들러, 훔멜과 그의 제자 페르디난트 힐러를 포함한 많은 오랜 친구들이 방문했다. 런던 필하모닉 소사이어티에서 온 백 파운드, 쇼츠에서 온 값비싼 와인을 포함하여 많은 조공과 선물도 보내졌다. 이 시기 동안 베토벤은 때때로 자신을 일으켜 세우려는 용감한 노력에도 불구하고 거의 완전히 병상에 누워 있었다. 3월 24일, 그는 쉰들러와 다른 사람들에게 "박수를 쳐주게, 친구들, 희극은 끝났네."라고 말했다. 그날 늦게, 쇼트에서 온 와인이 도착했을 때, 그는 속삭였다. "애석하군, 너무 늦었네."
여러 의사들에 의한 몇 차례의 천공과 실패한 치료 시도 끝에 베토벤은 1827년 3월 26일 56세의 나이로 사망했다. 그의 마지막 의사는 안드레아스 이그나츠 바브루흐였다. 베토벤의 임종시, 안젤름 휘텐브렌너와 요한나 판 베토벤 만이 참석했다. 바르부흐에 따르면, 오후 5시 경에 번개와 천둥 소리가 들렸다ː "베토벤은 눈을 뜨고 오른손을 들어 주먹을 쥐고 몇 초 동안 올려다 보았다. 더 이상 숨을 쉬지 않았고, 심장박동도 뛰지 않았다." 많은 방문객이 임종을 보러왔다. 죽은 사람의 머리카락 일부는 휘텐브렌너와 힐러에 의해 보관되었다. 부검 결과 베토벤은 과도한 알코올 섭취와 청각 및 기타 관련 신경의 상당한 확장으로 인해 심각한 간 손상을 입었다.
3월 29일 배링 지역 공동 묘지의 매장은 빈 인구의 큰 공감으로 이루어졌다. 약 2만 명이 장례 행렬에 참여했다. 프란츠 그릴파르처가 쓴 장례식 연설은 배우 하인리히 안쉬츠가 연설했다. 불과 1년 후 베토벤을 따라 무덤까지 가야했던 프란츠 슈베르트는 훔멜, 체르니, 그릴파르처, 마이세더, 슈판치히, 카스텔리, 베른하르트, 피링거, 하슬링거, 뵘, 슈트라이허, 슈타이너, 홀츠, 볼프마이어, 링케와 함께 36명의 성화 운반자 중 한 명으로서 그에게 마지막 경의를 표했다.
베토벤의 시신은 두 번 발굴되었다. 1863년에 뼈를 측정하고 두개골을 촬영했다. 1888년에 그의 유골은 다시 대중적인 지지를 받으며 빈 중앙묘지의 명예 묘역으로 옮겨졌다.

## 사인과 건강에 대해
만성 복통이나 설사는 일생의 골칫거리였다. 사후에 실시된 부검에서 간, 신장, 비장 외에도 많은 내장에 손상이 보였다. 이 병의 원인에 대해서는 여러 설이 있고, 정설은 없다. 최근 베토벤의 모발에서 통상의 104배 가까운 납이 검출되어 눈길을 끌었다. 납은 청각이나 정신 상태에 악영향을 주는 중금속이다.

### 청각장애의 대해
베토벤의 난청 원인에 대해서는 여러 가지 설이 있다. 1796년 경부터 베토벤은 점차 청력을 잃어갔다. 베토벤은 심각한 귀울음 증세를 보여 음악을 감지하기 어렵게 되었으며, 대화도 피하게 되었다. 왜 청력을 잃었는지는 확실하게 알려지지 않았는데, 매독, 납 중독, 티푸스, 자기 면역 장애 등의 설이 있으며, 심지어 잠을 깨기 위해 찬물에 머리를 담그던 습관이 지적되기도 한다. 이에 관한 가장 오래된 설명은 당시 부검 결과로, 오랫동안 외상이 커져 "내이가 부푼" 상태였다는 것이다.

#### 귀경화증 설
전음성의 난청. 중이의 이소골의 "망치 · 다듬이 · 등자" 중 등자뼈가 경화되어, 진동을 전달하지 못하고, 소리가 들리지 않게 되는 병. 현대에 와서는 수술로 개선된다. 베토벤의 난청이 귀경화증인 논거로, 베토벤이 사람의 목소리는 전혀 들리지 않았는데도 뒤에서 피아노를 치고 있는 제자에게 "거기는 이상해!"라고 주의를 준 일화를 들 수 있다. 이는 귀경화증 특유의 사람 목소리는 전혀 들리지 않게 되지만 피아노의 고음부 진동은 약간 느낄 수 있는 성질로 보인다.
또 베토벤은 치아와 피아노 건반을 스틱으로 연결함으로써 피아노 소리를 듣고 있었다는 일화도 이 설을 뒷받침하는 논거로 꼽힌다(고도난청 이상은 감음성 난청이며 골도음 이용은 무의미하기 때문이다).
의학적 분석으로는 이들 증상으로부터 도출된 가상 오디오그램과 실제 귀경화증 및 페이젯병의 현미경 사진과의 비교 등에서 이과 의사의 다수의견이 귀경화증이라는 논문이 있어 유력설이 되고 있다.
또한 귀경화증이라면 전음성 난청으로, 고도 난청이나 전농이 되는 것은 드물며, 현대의 의학 분류에서는 고작 중도난청으로 생각된다.

#### 선천성 매독 설
"증발성 연고를 몸에 칠했다"(수은의 가능성, 당시 매독의 치료법 중 하나)고 하는 기술이 있어 논거로 삼고 있다. 나중에 베토벤의 모발을 분석한 결과 수은이 검출되지 않았고, 게다가 매독은 현기증을 병발하는데도 그런 말이 없어 선천성 매독설은 설득력이 떨어진다고 볼 수 있다.

#### 납 중독 설
성인의 낮은 수준의 납에 대한 계속적인 피폭으로 청각장애를 발생시킨다는 것은 박성균 외 논문 등에서 제시된 바 있다. 그러나, 전농이라고 할 정도로 심각한 것으로 귀결될지는 논의의 여지가 있다. 예를 들어, 전술한 박성균 외 논문에서는, 30dB 정도가 경도난청이다(단, 이 청력이라고 하면, 리스트를 칭찬했다는 등의 베토벤의 행동에 설명이 붙는다).
베토벤이 어떤 경위로 납에 오염되었는지에 대해서는 여러 설이 다음과 같다.
- 와인의 감미료로 사용된 아세트산 납이라는 설
- 1826년 1월부터 간경화에 의한 복수 환자를 치료한 안드레아스 바브루치 의사가 복부에 바늘로 천자하여 복수를 배수할 때 모발의 분석 결과에서는 복부에 관통할 때마다 납 농도가 높아져 있기 때문에, 상처 소독을 위해 사용된 납이 아닐까 하는 설

서울방송 다큐멘터리 백만불 미스터리 (2003년 8월 1일 방송분)에서도 베토벤이 청각장애를 겪은 이유를 납중독일 것으로 헤아렸다. 백만불 미스터리의 보도내용에 따르면, 베토벤이 죽은 다음날 한 어린 음악가가 그의 머리카락을 잘라가져간다. 그는 베토벤의 머리카락을 죽을 때까지 잘 보관했으며 대대로 가보로 물려준다. 2차세계대전 때 이 물품은 행방이 묘연해졌는데 이것이 1994년 런던 소더비 경매소에서 세상에 공개된다. 베토벤의 머리카락을 아르곤 국립연구소에서 분석한 결과 납에 중독되지 않은 사람의 100배가 넘는 납수치가 나타났다. 이러한 이유로 백만불 미스터리는 베토벤이 일생동안 겪은 육체적 고통과 청력상실의 직접적인 원인을 납중독으로 추정했다.

#### 메테르니히 정부 대책 설
실제로는 베토벤이 전농이 아니었다는 설이다. 21세기의 현대에서는, 베토벤이 그 자유주의적 주장으로 메테르니히 정권 하에서는 반체제 분자로 여겨지고 있던 것을 들어, 난청이었다고 해도 전농까지는 악화되지 않고, 도청을 막기 위해서 필담장을 사용했을 가능성도 지적되고 있다. 그 연장으로서 "베토벤은 암호를 이용하고 있었다"는 가설에 기초한 "비밀첩보원 베토벤"이라는 서적도 출판되었다.
이 설에 대해서는, 예를 들면 베토벤 말년의 1823년 4월 13일, 데뷔 직후인 리스트의 연주에 임해 그를 높게 평가한 에피소드가 남아 있지만, 귀경화증에 의한 난청이라면 몰라도 전농이라면 그렇게 할 수 없다고 하는 지적이나, "하녀에게 계란을 던졌다"라고 하는 류의 유명한 일화도, 이것은 "하녀로 변장한 스파이"에의 정당방위라고 하는 견해가 있다.
완전실청 및 청각장애를 앓았던 작곡가들로는 윌리엄 보이스와 가브리엘 포레가 있지만, 이들의 작곡 활동은 그 후 저조한 모습을 보인 데 비해 베토벤은 그 사이에 많은 중요작을 썼다는 점도 지적된다.

## 예술관
동시대의 낭만주의를 대표하는 예술가 E. T. A 호프만은 베토벤의 예술을 칭송하며, 자신들의 낭만주의 진영에 베토벤을 끌어들이려고 했지만, 베토벤은 당시 낭만주의의 형식적인 통일감을 무시한, 감상과 감정 표현으로 대표되는 예술과는 거리를 두었다. 베토벤이 주목한 것은 동시대의 문학에서는 괴테와 실러, 또 그 이전에는 윌리엄 셰익스피어들의 것이며, 본업인 음악에서는 바흐, 헨델과 모차르트 등의 영향을 받았다.
베토벤이 "전위"였는가의 여부는 많은 음악학자들 사이에서 견해가 갈린다. "베토벤은 전위가 아니다"라고 단언한 하라 히로시는 당시 "교향곡, 협주곡, 소나타, 변주곡 등의 구조 모델을 준수하고 발안한 새로운 장르라는 하는 것은 존재하지 않는다"라고 말하고 있다. 그러나 "메트로놈의 활용", "모국어에 의한 속도 표시", "피아노의 구조 개선과 음역의 확장", "악곡의 대규모화", "대담한 관현악 편곡", "연주 불가능에의 도전", "소음의 도입"(전쟁 교향곡) 등 후세의 작곡가들에게 끼친 영향은 헤아릴 수 없는 것이었다..

## 외양, 사생활, 성격
안톤 쉰들러의 발굴 보고서에 의하면, 베토벤의 신장은 168 cm로, 당시의 일반 서양인 남성으로는 평균 이상이었으며, 신체는 근육질에 건장한 편이었다. 순수 백인으로서는 피부가 검은 편이었고, 천연두 반흔이 있었을 것으로 여겨지는데, 초상화와 동상, 라이프 마스크와 근래에 밝혀진 다양한 여성 관계 등을 볼 때 용모가 미남이라고 지칭 할 수 있는 정도는 아니지만, 그리 나쁘지도 않았던 것으로 여겨진다. 표정은 풍부하고, 생기 넘치는 눈빛이 사람들에게 강한 인상을 심어주어 많은 숭배자가 있었다.
젊은 시절에는 옷을 차려 입는 등 외모에 신경을 썼지만, 나이가 들면서는 전혀 신경쓰지 않았다. 그의 제자 체르니는 처음 베토벤을 만났을 때 로빈슨 크루소처럼 검은 머리카락이 머리 주변에서 부스스 곤두선다는 느낌을 가졌다고 한다. 그의 방 안은 난잡한 반면, 목욕과 빨래를 선호하는 등 깨끗한 것을 좋아했다고 한다. 결벽증처럼 손을 집요하게 씻는 버릇도 있었다. 또한 생애 최소 60회 이상 이사를 한 것으로 알려져 있다. 그는 빵과 날달걀을 넣고 푹 삶은 수프와 생선, 고기, 마카로니 앤드 치즈를 좋아했다. 또 와인을 즐겼고, 브랜드는 값싼 토커이 포도주를 선호했다. 그의 아버지와 마찬가지로 술을 꽤 좋아하는 편이었다. 커피는 한 잔을 끓일 때마다 60알의 원두를 넣은 것으로 유명하다.
성격은 모순이라 해도 무방할 정도로 정 반대인 측면이 있었다. 어디까지가 진실인 지는 알 수 없지만, 사귐성 있게 친절하고 순진하면서도, 엄격하고 냉혹하며 무도할 정도의 행동을 하는 등 기분의 흔들림이 심했다고 전해진다. 당시 그는 빈에서 괴짜로 소문이 나 있었지만, 그럼에도 다른 어떤 작곡가보다 경애받고 있었고, 그것은 성대한 장례식과 다수의 참석자를 그린 서화를 통해서도 찾아볼 수 있다. 베토벤 괴짜설은 메테르니히 정권에 의한 유언비어라는 견해도 있다

## 사상
학자들에 의하면, 베토벤은 가톨릭 교도였지만 진정한 그리스도교인은 아니었다. 전형적인 종교적 작곡가로 분류되는 바흐, 브루크너 등과는 달리 제도적 그리스도교에 얽매이지 않았던 것이다.
그는 호메로스와 플라톤 등의 고대 그리스 사상에 공감하여 괴테나 실러에게서도 나타나는 범신론적인 생각도 갖게 되었다. 그의 미완성으로 끝난 교향곡 10번에서는 그리스도교적 세계와 그리스 세계의 융합을 목표로 한 것으로 알려져 있다. 이는 괴테가 파우스트 2부에서 시도한 것인데, 베토벤의 생존 동안에는 1부만 발표되었고 2부는 베토벤 사후에 발표되었다. 이러한 권위에 얽매이지 않는 그의 종교관은 결국 교향곡 9번과 장엄미사 등의 후기 작품에서 궁극적 보편성과의 우주적 합일이라는 결론을 보았다.
그는 바가바드 기타를 읽는 등 인도 철학에도 심취했고, 철학자 칸트의 사상도 언급하며 칸트의 강의에 출석하는 것도 기획하고 있었다. 정치사상적으로는 자유주의자였고, 자유적이고 진보적인 정치사상을 갖고 있었다. 그리고 이것을 숨기지 않았기 때문에 메테르니히의 빈 체제에서는 반체제 분자로 보여지기도 했다.
천문학에 관한 책들도 깊이 있게 읽고 있었던 그는, 본 대학에서 청강생 자격으로서의 수강이나 베게너 가문에서 교육을 받은 것 이외에는 정규 교육을 받지 않았음에도 불구하고 당시 상당한 교양인에 가까웠다고 볼 수 있다.

## 후세의 음악가에 대한 영향 평가
베토벤의 음악계에 대한 기여는 매우 컸고, 그 이후의 음악가는 크든 작든 그의 영향을 받았다.
베토벤 이전의 음악가들은 궁중이나 유력 귀족을 섬겼으며, 작품들은 공식 및 사적 행사에 있어서의 기회 음악으로 작곡된 것이 대부분이었다. 베토벤은 그런 후원자와의 주종 관계 및 그 주종 관계에 따른 음악을 거부하고 대중을 향한 작품을 발표하는 음악가의 효시가 되었다. 음악가=예술가임을 공언한 그의 태도 표명, 또 한 편의 작품이 예술 작품으로서의 의미를 갖는 창작이었다는 것은 음악의 역사에서 중요한 분기점이자 혁명적이라고 할 수 있는 사건이었다.
특히 바그너는 베토벤의 교향곡 9번의 "시와 음악의 융합"이라는 이념에 촉발되어, 낭만주의 음악의 급선봉으로서 그 이념을 더욱 밀고 나아가 악곡을 탄생시켰다. 또 그 표현을 위해 풍부한 관현악법으로 음향 효과를 증대시켰고, 베토벤을 이용한 고전적 화성법을 해체하고, 트리스탄 화음으로 대표되는 혁신적 화성으로 조성을 확대했다.
반면 브람스는 낭만주의 시대에 살면서 바그너파와 선을 긋고, 어디까지나 베토벤의 견고한 구성과 극적인 전개를 통한 고전주의 음악 형식의 구축이라는 측면을 이어받아 낭만주의 시대 속에서 음악 형식적으로는 고전주의적인 작풍을 유지했다. 그러나 선율이나 화성 등 음악 자체에 넘치는 서정성은 낭만주의 이외의 누구도 아니었다. 또한 이 고전주의 형식에서의 극적인 전개와 구성이라는 측면은 브람스 뿐 아니라 드보르자크와 차이콥스키, 그리고 20세기에는 쇤베르크, 벨러, 프로코피예프, 쇼스타코비치, 라헨만에게까지 영향을 미치고 있다.

## 음악

### 세 개의 시기
역사가 윌리엄 드랩킨은 이르면 1818년에 한 작가가 베토벤 작품의 세 개의 시기 분할을 제안했으며 그러한 분할은 (종종 시기의 변화를 나타내기 위해 다른 날짜나 저작물을 채택하지만) 결국 안톤 펠릭스 쉰들러, 프랑수와-요셉 페티스와 빌헬름 폰 렌즈를 시작으로 모든 베토벤 전기 작가가 채택한 관습이 되었다고 지적한다. 나중에 작가들은 일반적으로 받아 들여지는 구조 내에서 하위 기간을 식별하려고 했다. 단점은 일반적으로 네 번째 기간, 즉 작업이 덜 고려되는 본에서의 초기 기간을 생략한다는 점이다. 그리고 그것은 서로 다른 범주의 작업에 대해 수년에 걸친 베토벤의 작곡 스타일의 차별적 발전을 무시한다. 예를 들어, 피아노 소나타는 지속적인 발전으로 해석될 수 있는 진행으로 베토벤의 생애 내내 쓰여졌다; 교향곡이 모두 선형적인 진보를 보여주지는 않는다; 모든 유형의 작품에서, 아마도 세 개의 기간으로 그룹화 되는 "현악 사중주"(1801-1802년의 Op. 18, 1806-1814년의 Op. 59, 74 및 95, 그리고 1824년부터의 오늘날 '후기'로 알려진 사중주)는 이 분류에 가장 깔끔하게 들어맞는다. 드랩킨은 "이제 우리는 그들과 오랫동안 함께 살았으니 ... 프로그램 노트, 녹음과 함께 쓰인 에세이, 모든 베토벤 연주회가 있는 한, 우리가 별개의 양식적 기간을 포기한다는 것은 상상하기 어렵다"라고 결론을 내렸다.

### 본 1782 - 1792
1785년까지 베토벤이 쓴 열 개의 초기 작품을 포함하여 약 40개의 작품은 베토벤이 본에서 살았던 해부터 살아남았다. 베토벤은 1785년에서 1790년 사이에 작곡을 거의 포기했다고 주장했는데, 아마도 그의 첫 번째 출판된 작품에 대한 부정적인 비판적 반응의 결과일 것이다. 요한 니콜라우스 포르켈의 영향력 있는 Musikalischer Almanack ("음악적 연감")의 1784년 리뷰는 베토벤의 노력을 랭크 초보자의 노력과 비교했다. 모차르트의 바이올린 소나타를 면밀히 모델링한 1785년의 초기 피아노 사중주 세 개, WoO 36는 그 시대의 음악에 대한 그의 의존성을 보여준다. 베토벤 자신은 본 시기의 작품들에 Op.를 부여하지 않았다. 그가 나중에 그의 경력에 사용할 목적으로 재작업을 위해 비축한 것이다. 예를 들어, 1805년 빈에서 출판된 여덟 개의 노래, Op. 52의 몇몇 곡들은 본 시절에 쓰여진 것들이고, 1796년 빈에서 작곡되고 출판된 현악 오중주 E♭ 장조, Op. 4는 1792년에 쓰여진 관악 팔중주를 재구성한 것이다. 찰스 로젠은 본이 빈에 비하면 산만한 곳이라고 지적한다. 로젠은 당시의 베토벤이 하이든이나 모차르트의 성숙한 작품을 잘 알지 못했을 것 같았고, 오히려 그의 초기 스타일이 훔멜이나 클레멘티의 스타일에 더 가깝다고 말했다. 커먼은 본 단계에서의 베토벤은 소나타 스타일의 그의 작품보다 오히려 그의 성악곡으로 더 유명하다고 제안한다. 그는 1792년 빈으로 이주하여 그가 알려지게 된 장르의 음악을 발전시키는 길을 열었다.

### 첫 번째 시기
전통적인 "첫 번째 시기"는 1792년 11월 베토벤이 빈에 도착한 후 시작된다. 처음 몇년 동안 그는 본에서 보다는 작곡을 덜 한것 같고, 그의 피아노 삼중주, Op.1은 1795년에야 출판되었다. 이 때부터 그는 "빈 양식"(오늘날 하이든과 모차르트로부터 나온 것으로 가장 잘 알려져 있다)을 익혀 그 양식을 자신의 것으로 만들고 있었다. 1795년부터 1800년까지의 그의 작품은 표준보다 규모가 크다(예를 들어 3악장이 아닌 4악장으로 소나타를 쓴다); 전형적으로 그는 미뉴에트와 트리오 보다는 스케르초를 사용한다; 그리고 그의 음악은 종종 극적으로, 때로는 지나치게 극적이고 때로는 지나치게 역동적이며 템포와 반음계적 화성의 사용을 포함한다. 하이든이 Op.1의 세 번째 삼중주가 청중들이 감상하기에는 너무 어렵다고 믿게 된 것은 바로 이 때문이었다.
그는 또한 새로운 방향을 탐구하고 점차 작품의 범위와 야망을 넓혔다. 초기의 중요한 곡으로는 두 개의 교향곡 (1번에서 2번까지: 2번부터는 미뉴에트 대신 스케르초의 도입이 시도됨), 여섯 개의 현악 사중주, Op. 18 세트 (1번에서 6번까지), 첫 두 개의 피아노 협주곡 (1번에서 2번까지), 그리고 첫 열네 개의 피아노 소나타 (1번에서 12번까지, 그리고 19번과 20번) 등이 있다.

### 중기
그의 중간의 (영웅적) 시기는 잠식하는 청각 장애를 인정하며 개인적인 위기가 닥친 직후에 시작되었다. 베토벤은 당시의 위기를 빈 고전주의 형식을 재발견함으로써 탈출하고 있다. 즉, 빈 고전파 두 선배보다 소재로서의 동기의 발전과 전개 · 변용을 철저히 중시하고, 형식적 · 구성적인 것을 추구했으며, 이후 코다의 확장 등 고전주의 형식의 확대에 성공했다. 중기에는 영웅주의와 투쟁을 표현하는 대규모 작품이 포함되어 있다. 중기의 작품에는 여섯 개의 교향곡 (3번에서 8번까지), 마지막 두 개의 피아노 협주곡 (4번에서 5번까지 ), 삼중 협주곡 및 바이올린 협주곡, 5개의 현악 사중주 (7번에서 9번까지 3개의 "라주모프스키"와 10번 "하프", 11번 "세리오조"), 여러 피아노 소나타 (16번에서 18번, 그리고 21번에서 27번까지), 크로이처 바이올린 소나타, 그리고 그의 유일한 오페라인 피델리오가 포함된다.
교향곡 부문에서는, 기존 소나타 형식의 비약적 확대 ("3번"), 선율의 바탕이 되는 동기와 리듬의 철저한 조작 ("5번", "7번"), 표제 음악의 시도 ("6번"), 악장의 연결 시도 ("5번", "6번"), 5악장 형식 시도 (6번) 등 혁신적인 기법이 창조되어지고, 그 작품들은 고전주의의 양식미와 낭만주의를 지극히 높은 차원에서 양립시키며, 음악의 이상적인 존재로서 이후의 작곡가들에게 영향을 미쳤다. 교향곡 5번에서 전형적으로 나타나 있는 "어둠→밝음"(고뇌를 뚫고 환희에 이른다)이라는 도식은 극성 구성의 규범이 되어, 이후 낭만주의의 많은 작품이 이를 추종했다. 이러한 베토벤의 요구는 필연적으로 연주 인원의 증가와 연결됐고, 그 인원수로 만들어진, 삶을 고무하는 듯한 강음이나 흐느끼는 듯한 약음은 많은 음악가를 자극했다.
"중기"는 때때로 "영웅적" 작곡 방식과 관련이 있지만 "영웅적"이라는 용어의 사용은 베토벤 학문에서 점점 더 논란이 되고 있다. 이 용어는 중기의 대체 이름으로 더 자주 사용된다. 중기 전체를 설명하는 "영웅적"이라는 용어의 적절성에 대해서도 의문을 제기했다. 교향곡 3번과 5번과 같은 일부 작품은 "영웅적"으로 설명하기 쉽지만 그의 교향곡 6번 ("전원")이나 그의 피아노 소나타 24번과 같은 다른 작품은 그렇지 않다.

### 후기

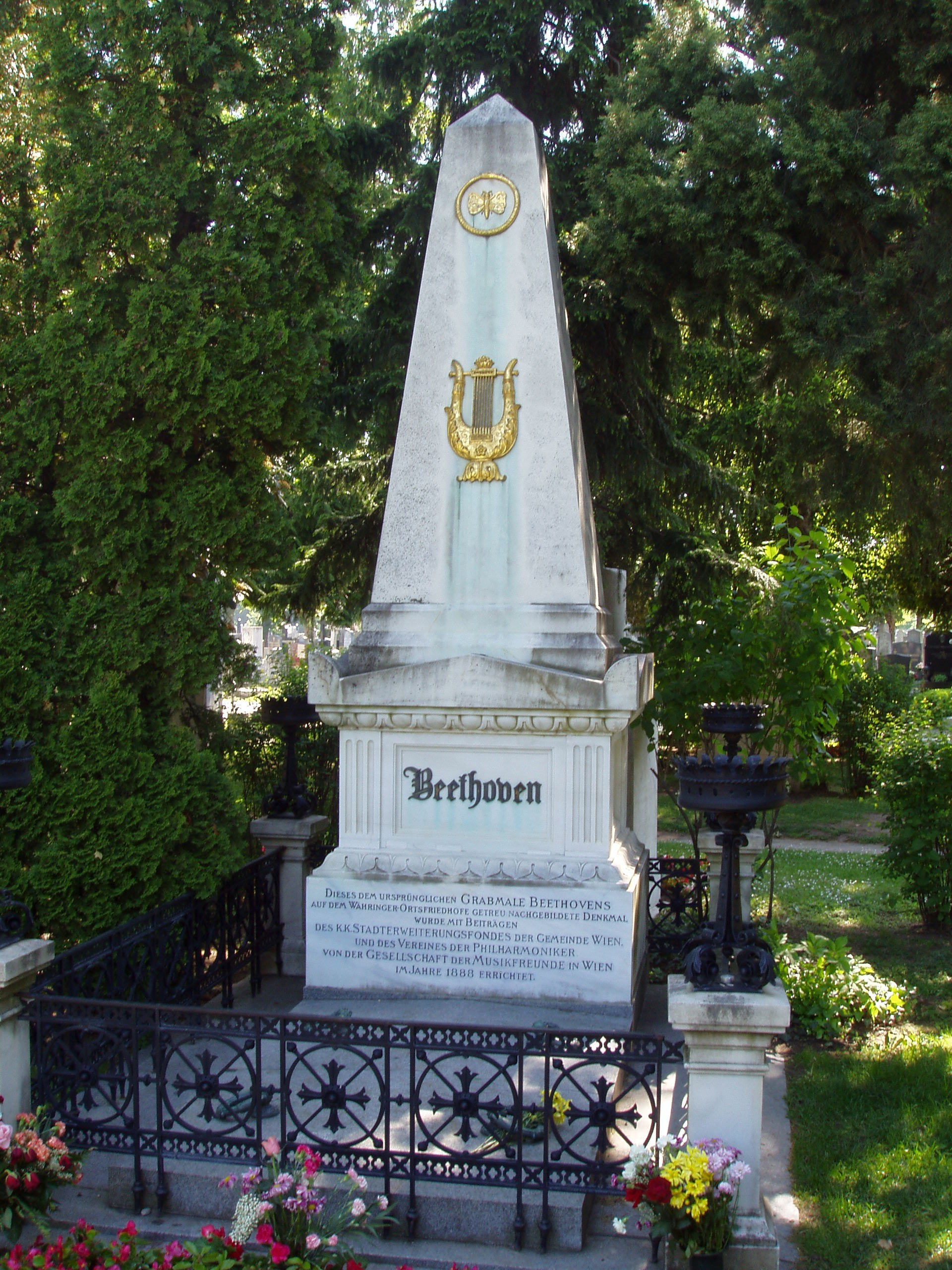
빈 중앙묘지에 있는 베토벤의 무덤

베토벤의 후기는 1810-1819년에 시작되었다. 베토벤은 그의 청력 저하로 의기소침해 있는 상황과 맞물려, 동생 카스파의 사망, 그리고 조카 카를의 양육권을 위한 법적 투쟁과 카를에 대한 기대와 집착으로 발생한 갈등으로 인해 슬럼프에 빠지게 되면서 두 번째 위기를 겪게 되지만, 그러한 상황에서 바흐와 헨델의 작품을 포함하여 오래된 음악에 대한 새로운 연구를 시작했으며(특히 호모포니의 전성기였던 당시의 바흐의 유산인 대위법, 즉, 폴리포니를 연구하였고, 그의 중기에 부분적으로 사용된 대위법을 대대적으로 도입시키고자 함), 이후의 결과물로부터 첫 번째 시도로 출판되었다. 베토벤의 후기 작품 중에는 푸가 자료가 많이 포함되어 있다. 서곡 헌당식 (1822년)는 이러한 영향을 통합하려는 초기 작업이었다. "후기"라고 불리는 새로운 형식이 나타나는 이 시기에 그는 거의 10년 만에 가장 먼저 피아노 소나타를 작곡하기 위해 건반으로 돌아왔다. 후기 작품에는 마지막 다섯 개의 피아노 소나타 (28번에서 32번까지)와 디아 벨리 변주곡, 첼로와 피아노를 위한 마지막 두 개의 소나타 (4번에서 5번까지), 후기 현악 사중주 (대푸가와 12번에서 16번까지), 그리고 매우 큰 세력을 위한 두 개의 작품: 장엄미사와 교향곡 9번 등이 포함된다. 이 시기의 작품은 지적인 깊이, 형식적인 혁신, 강렬하고 매우 개인적인 표현이 특징이다. 현악 사중주 14번, Op. 131에는 7개의 연결된 악장이 있다. 9번째 교향곡은 2악장에서 미뉴에트 대신 스케르초를 사용하고 있고, 3악장에서는 일반 교향곡의 악장에서 완서악장으로의 교체를 이루고 있으며, 4악장에서는 독창 · 합창을 포함한 성악을 사용, 지금까지 없었던 획기적인 교향곡을 작곡하고 있다.

### 악기
베토벤이 젊은 시절에 주로 사용하였던 피아노 중의 하나는 요한 안드레아스 슈타인이 제작한 것인데, 발트슈타인 백작이 선물한 것으로 여겨진다. 1786년부터는 슈타인의 사위인 요한 안드레아스 슈트라이허와 전속 계약을 맺었음을 시사하는 근거들이 있다. 1796년 11월 19일 베토벤은 슈트라이허에게 “어제 전날 당신의 포르테 피아노를 받았습니다. 정말 놀랍습니다. 누구든지 자기가 갖고 싶어합니다…”라는 내용의 편지를 보냈다. 슈트라이허는 슈타인의 사업을 남겨둔채 1803년에 자신만의 기업을 설립하는데, 베토벤은 슈트라이허의 제품을 계속 이용한다. 1817년에는 특별히 그 피아노를 좋아한다는 글도 남긴다.
이외에는 칼 체르니가 회상한 바와 같이, 1801년에 월터 피아노를 두었다. 1802년에는 친구 즈메스칼(Zmeskall)에게 선물할 피아노 포르테를 월터에게 주문제작하기도 했다.
1803년에는 에라르 그랜드 피아노를 받았다. 에라르 피아노는 음의 지속시간이 특별히 긴 것이 특징으로, 베토벤은 이 피아노를 갖게 된 후 얼마 지나지 않아 발트슈타인 소나타의 작곡을 시작한다. 그러나 1810년에는 더 이상 그 피아노를 사용하지 않게 되었고, 1824년에 동생 요한에게 선물로 주었다.
1818년에는 토마스 브로드우드로부터 브로드우드사(John Broadwood & Sons)의 피아노를 선물로 받았다. 이 선물에 대해 자랑스러워하긴 했지만 음이 살짝 어긋난다는 이유로 불만을 가졌다. 그러나 이는 실제로는 베토벤의 청력에 문제가 생기기 시작했기 때문에 그렇게 느껴졌던 것으로 보는 시각이 존재한다. 베토벤은 피아노의 음량을 키우기 위해 피아노를 개조할 방법을 알아보기도 하였다.1827년 베토벤이 사망할 때까지 슈바르츠슈파니어하우스에 있는 자신의 집에 있었다.
베토벤의 마지막 악기는 4중 그라프 피아노였다. 베토벤은 이 6 ½ 옥타브 피아노를 받고나서 얼마 지나지 않아 사망했는데, 후에 이 피아노는 윔머 가문에 팔렸다가 1889년에 본의 베토벤 하우스에게 인수되었다.

## 유산

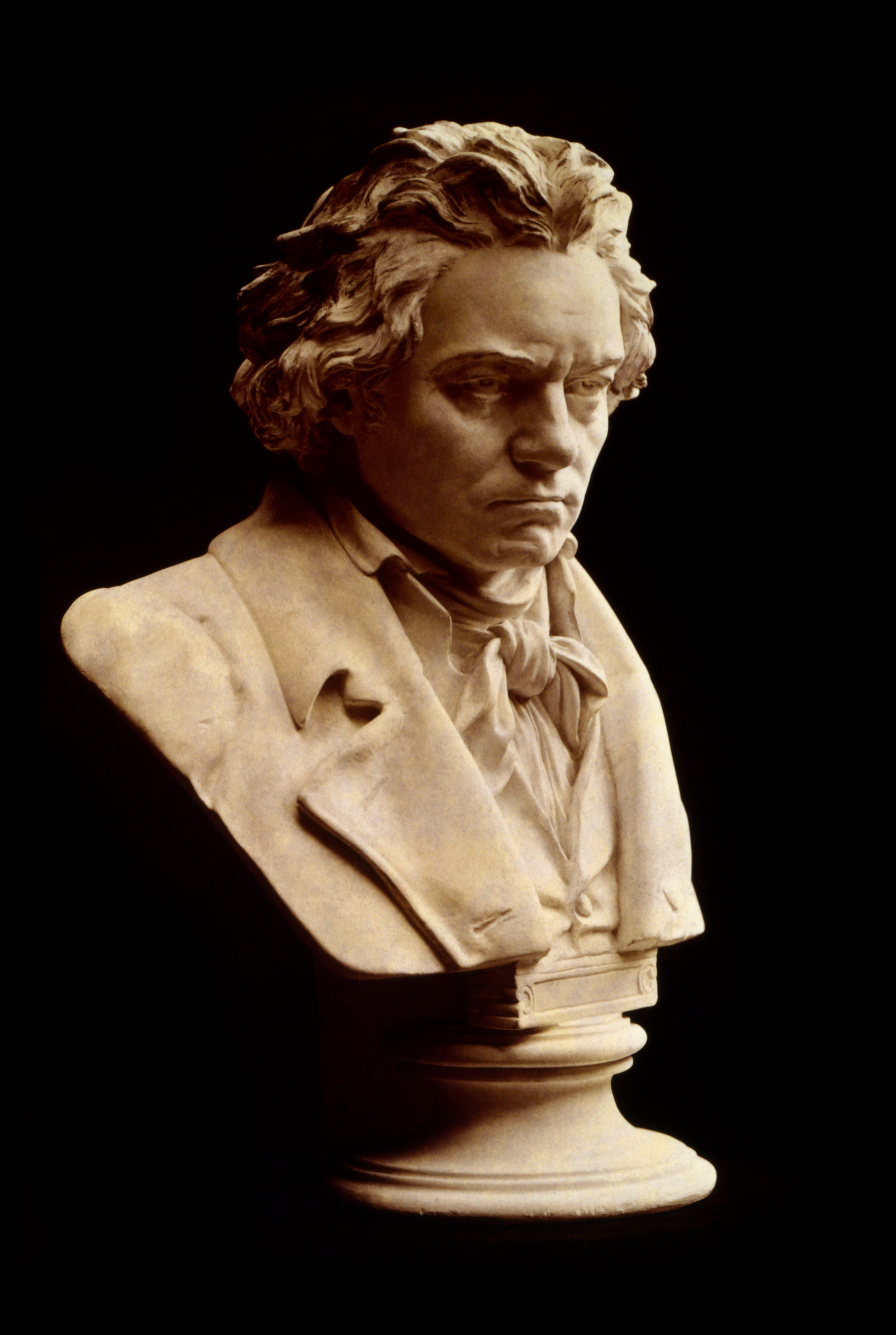
미국 워싱턴 D.C.의 미국 의회도서관이 소장중인 휴고 하겐의 베토벤 흉상.

본의 베토벤 기념비는 1845년 8월 탄생 75주년을 기념하여 조각가 언스트 율리우스 하넬의 제작으로 뮌스터광장(Münsterplatz)에 설치, 공개되었다. 이것은 독일에서 만들어진 첫 작곡가 동상이었다. 제막과 함께 열린 음악 축제는 본 베토벤할레의 매우 성급한 건축을 위한 자극제였다(프란츠 리스트의 촉구에 따라 한 달 이내에 설계 및 제작이 이루어졌다). 오스트리아 빈에서는 베토벤 기념비가 1880년 5월 탄생 110주년을 기념하여 조각가 카스파 폰 춤부슈의 제작으로 베토벤광장(Beethovenplatz)에 설치, 공개되었다(흉상은 앞선 1812년 빈 미술사 박물관에 설치, 공개되었다. 이것은 조각가 프란츠 클라인에 의해 제작되었다).
본 중앙에는 그의 출생지인 베토벤하우스라는 박물관이 있다. 같은 도시에서 1845년부터 음악축제인 베토벤페스트가 개최되었다. 이 축제는 처음에는 비정기적 이었으나 2007년부터 매년 조직되었다.
이라 브릴러 베토벤 연구센터는 박물관, 연구센터, 그리고 이 삶과 일에 전적으로 헌신하는 강의 및 공연의 호스트 역할을 한다.
그의 음악은 두 개의 보이저 탐사선과 함께 우주 공간으로 보내진 지구의 이미지, 일반적인 소리, 언어 및 음악의 광범위한 샘플을 포함하는 축음기 음반, 보이저 금제 음반에 두 번 등장한다.
수성에서 세 번째로 큰 분화구, 베토벤은 주소행성대 1815 베토벤이 그러하듯이, 그를 기리기 위해 명명되었다.
조각가 아놀트 푀르스터가 제작한 베토벤의 7피트 주조 청동상은 1932년 로스앤젤레스 퍼싱 스퀘어 역에 설치, 공개되었다. 로스앤젤레스 필 하모닉 오케스트라의 창시자인 윌리엄 앤드류스 클라크 주니어에게 헌정되다.

## 참고 문헌

### 인용
1. ↑  Cooper 1996, 36쪽.
2. 1 2 3 4  Kerman, Tyson & Burnham 2001, § 1.
3. ↑  Cooper 2008, 407쪽.
4. ↑  “Beethoven-Haus History”. 《Beethoven-Haus Bonn》. 2020년 4월 16일에 확인함.
5. ↑  Thayer 1967a, 53쪽.
6. 1 2  Stanley 2000, 7쪽.
7. ↑  Swafford 2014, 74쪽.
8. ↑  Swafford 2014, 22, 32쪽.
9. ↑  Thayer 1967a, 57–8쪽.
10. ↑  Solomon 1998, 34쪽.
11. ↑  Cooper 1996, 210쪽.
12. ↑  Thayer 1967a, 65–70쪽.
13. ↑  Thayer 1967a, 69쪽.
14. ↑  Thayer 1921, 59쪽.
15. ↑  Cooper 1996, 50쪽.
16. 1 2 3  Kerman, Tyson & Burnham 2001, § 2.
17. ↑  Cooper 1996, 55쪽.
18. ↑  Solomon 1998, 51–52쪽.
19. ↑  Thayer 1967a, 121–122쪽.
20. ↑  Solomon 1998, 36–37쪽.
21. ↑  Thayer 1967a, 95쪽.
22. ↑  Thayer 1967a, 96쪽.
23. ↑  Cooper 2008, 35–41쪽.
24. ↑  Cooper 1996, 93–94쪽.
25. ↑  Swafford 2014, 107–111쪽.
26. ↑  Cooper 2008, 35쪽.
27. ↑  Cooper 2008, 41쪽.
28. ↑  Thayer 1967a, 34–36쪽.
29. ↑  Cooper 2008, 42쪽.
30. ↑  Cooper 2008, 43쪽.
31. ↑  Kerman, Tyson & Burnham 2001, § 3.
32. ↑  Cooper 2008, 47, 54쪽.
33. ↑  Thayer 1967a, 149쪽.
34. ↑  Ronge 2013.
35. 1 2  Cooper 2008, 53쪽.
36. ↑  Solomon 1998, 59쪽.
37. ↑  Cooper 2008, 46쪽.
38. 1 2  Cooper 2008, 59쪽.
39. ↑  Lockwood 2005, 144쪽.
40. ↑  Cooper 2008, 56쪽.
41. ↑  Cooper (2008), pp. 62–65
42. ↑  Cooper (2008), p. 68
43. ↑  Cooper (2008), p. 69
44. ↑  Beethoven, Ludwig (1796년 11월 19일). “Letter to Andreas Streicher in Vienna, Preßburg” (독일어). Beethoven-Haus Bonn Digital Archives. 2009년 6월 28일에 확인함.[깨진 링크(과거 내용 찾기)]
45. ↑  Cooper (2008), p. 72
46. ↑  Cooper (2008), pp. 75–76
47. ↑  Solomon 1998, 79쪽.
48. ↑  strength of character, depth of emotion, level of originality, and ingenuity of motivic and tonal manipulation
49. ↑  Cooper 2008, 58쪽.
50. ↑  Cooper 2008, 90쪽.
51. 1 2  Cooper 2008, 97쪽.
52. ↑  “Elisabeth Wankel von Seeberg (1752-1830)” (영어). 2020년 11월 9일에 확인함.
53. ↑  Cooper (2008), p. 80
54. ↑  Steblin 2009.
55. ↑  Cooper (2008), pp. 98–103
56. ↑  Cooper (2008), pp. 112–127
57. ↑  Cooper (2008), pp. 112–115
58. ↑  Solomon 1998, 160쪽.
59. ↑  Swafford 2014, 223–24쪽.
60. ↑  Cooper (2008), p. 108
61. 1 2 3  Kerman, Tyson & Burnham 2001, § 5.
62. ↑  Stevens 2013, 2854–2858쪽.
63. ↑  “Lead and the deafness of Ludwig van Beethoven”. 《National Center for Biotechnology Information》. 2020년 10월 21일에 확인함.
64. ↑  Oiseth 2015, 139–47쪽.
65. ↑  Cooper (2008), p. 120
66. ↑  Solomon 1998, 162쪽.
67. ↑  Ealy 1994, 262쪽.
68. ↑  Tyson 1969, 138-141쪽.
69. ↑  Cooper 2008, 131쪽.
70. ↑  Kerman, Tyson & Burnham 2001, § 4.
71. ↑  Cooper 2008, 148쪽.
72. ↑  Kerman, Tyson & Burnham 2001, § 6.
73. ↑  Kerman, Tyson & Burnham 2001, § 14 and 15.
74. ↑  Cassedy 2010, 1–6쪽.
75. ↑  Cooper 2008, 78–79쪽.
76. ↑  Lockwood 2005, 300–01쪽.
77. ↑  Cooper 2008, 150쪽.
78. ↑  Thayer 1967a, 457쪽.
79. ↑  Cooper 2008, 195쪽.
80. ↑  Cooper 1996, 48쪽.
81. ↑  Cooper 2008, 48쪽.
82. ↑  Solomon 1998, 194쪽.
83. ↑  “Prince Lobkowitz (1772-1816): Beethoven's improvisation contest and more” (영어). 2020년 11월 13일에 확인함.
84. 1 2  Kerman, Tyson & Burnham 2001, § 7.
85. 1 2  Cooper 1996, 47쪽.
86. ↑  “When Beethoven Met Goethe” (미국 영어). 2017년 7월 27일. 2020년 11월 12일에 확인함.
87. 1 2 3  “A meeting of genius: Beethoven and Goethe, July 1812” (영어). 2020년 11월 13일에 확인함.
88. ↑  Brandenburg 1996, 582쪽.
89. ↑  Cooper 1996, 107쪽.
90. ↑  Solomon 1998, 223–231쪽.
91. ↑  Solomon 1998, 196–197쪽.
92. ↑  Solomon 1998, 197–199쪽.
93. ↑  Cooper 1996, 20쪽.
94. ↑  Thayer 1967a, 502쪽.
95. ↑  Solomon 1998, 231–239쪽.
96. ↑  Solomon 1998, 284–285쪽.
97. ↑  Solomon 1998, 282쪽.
98. ↑  Solomon 1998, 301–302쪽.
99. ↑  Solomon 1998, 302–303쪽.
100. 1 2 3  Solomon 1998, 303쪽.
101. ↑  Solomon 1998, 364–365쪽.
102. ↑  Cooper 1996, 220쪽.
103. ↑  Thayer 1967a, 559–565쪽.
104. ↑  Thayer 1967a, 575–576쪽.
105. ↑  Scherer 2004, 112쪽.
106. ↑  Solomon 1998, 288, 348쪽.
107. ↑  Conway 2012, 129쪽.
108. ↑  Solomon 1998, 292쪽.
109. ↑  Solomon 1998, 287쪽.
110. ↑  Ealy 1994, 266–267쪽.
111. ↑  Lockwood 2005, 278쪽.
112. ↑  Cooper 1996, 24–25쪽.
113. 1 2  Solomon 1998, 296쪽.
114. ↑  Solomon 1998, 297쪽.
115. ↑  Thayer 1967b, 684–686쪽.
116. ↑  Solomon 1998, 322쪽.
117. ↑  Cooper 1996, 41쪽.
118. ↑  Cooper 1996, 164–167쪽.
119. ↑  Clive 2001, 239쪽.
120. ↑  Albrecht 2009, 181쪽.
121. ↑  Cooper 1996, 52쪽.
122. ↑  Nettl 1994, 103쪽.
123. ↑  Hammelmann 1965, 187쪽.
124. ↑  Cooper 2008, 260쪽.
125. ↑  Thayer 1967b, 696–698쪽.
126. ↑  Cooper 1996, 43쪽.
127. ↑  Thayer 1967b, 790쪽.
128. ↑  Kerman, Tyson & Burnham 2001, § 8.
129. ↑  Cooper 1996, 45쪽.
130. ↑  Thayer 1967b, 741, 745쪽.
131. ↑  Thayer 1967b, 742쪽.
132. ↑  Solomon 1998, 54쪽.
133. ↑  Solomon 1998, 342쪽.
134. ↑  Thayer 1967b, 770–771쪽, (editor's translation).
135. 1 2  Thayer 1967b, 734–735쪽.
136. ↑  Conway 2012, 185–187쪽.
137. ↑  Cooper 1996, 27–28쪽.
138. ↑  Thayer 1967b, 776–777, 781–782쪽.
139. ↑  Solomon 1998, 362–363쪽.
140. ↑  Thayer 1967b, 833–834쪽.
141. ↑  Thayer 1967b, 815–816쪽.
142. ↑  Cooper 1996, 52, 309–10쪽.
143. ↑  Thayer 1967b, 879쪽.
144. ↑  Conway 2012, 186쪽.
145. ↑  Thayer 1967b, 801쪽.
146. ↑  Kerman, Tyson & Burnham 2001, § 9.
147. 1 2 3 4 5 6  Kerman, Tyson & Burnham 2001, §10.
148. ↑  Solomon 1998, 351쪽.
149. ↑  White, Felix (1927년 1 4월). “Some Tributes to Beethoven in English Verse”. 《The Musical Times》. Vol. 68.
150. ↑  Cooper 2008, 317쪽.
151. ↑  Cooper 2008, 318쪽.
152. ↑  Cooper 1996, 310쪽.
153. ↑  Thayer 1967b, 974–975쪽.
154. ↑  Morris 2010, 213쪽.
155. ↑  Thayer 1967b, 977쪽.
156. ↑  Thayer 1967b, 1014쪽.
157. ↑  Thayer 1967b, 1017–1024쪽.
158. ↑  Solomon 1998, 377쪽.
159. ↑  Solomon 1998, 378–379쪽.
160. ↑  Solomon 1998, 380–381쪽.
161. ↑  Thayer 1967b, 1050-1051쪽.
162. ↑  Solomon 1998, 381–382쪽.
163. 1 2  Conway 2012, 44쪽.
164. ↑  SaccentiSmildeSaris 2011.
165. ↑  SaccentiSmildeSaris 2012.
166. ↑  Cooper 2008, 318, 349쪽.
167. ↑  Thayer 1967b, 1053–1056쪽.
168. ↑  Palferman, Thomas G (1993년 2월 1일). “Beethoven: A Medical Biography”. 《Journal of Medical Biography》 (영어) 1 (1): 35–45. doi:10.1177/096777209300100108. ISSN 0967-7720.
169. ↑  오시에, 존 (2007년 11월). 《음악과 병력으로 보는 대작곡가의 모습》. HUP 뮤직 컬렉션. 칸노 히로유키 역 신장판. 호세대학출판국. ISBN 978-4-588-41021-5. 다음 글자 무시됨: ‘일본 서적’ (도움말);
170. ↑  Grove Online, section 5
171. ↑  그의 이름은 페르디난드 힐러로 당대의 유명한 음악가이다.
172. ↑  Park, et al. "Cumulative Lead Exposure and Age-related Hearing Loss: The VA Normative Aging Study", "Hearing Research Volume 269, Issues 1–2, 1 October 2010, Pages 48-55"
173. ↑  그 원인으로 납에 노출되기 쉬운 당대의 생활환경이 지적된다.
174. ↑  납중독으로 청력상실이 생기는 경우는 흔하지 않은 경우이다.
175. ↑  후루야마 카즈오 『비밀 첩보원 베토벤』 신초신서, 2010년。ISBN 978-4-10610-366-7
176. ↑  키노시타&호리구치 1996, 85쪽
177. ↑  하라 히로시 『무시된 청중』 아트 유니온, 1996년。ISBN 978-4-90120-9-014
178. ↑  Bankl, Hans 및 H. Jesserer. 루트비히 판 베토벤의 질병: 그의 삶의 병리와 고통의 병리 (W. Maudrich, 1987)
179. ↑  “16. 베토벤의 신장은 얼마입니까?” (영어). 2020년 10월 22일에 확인함.
180. ↑  Amanda Scherker (2014년 6월 5일 16시 30분 JST). "9명의 위인이 커피 중독이었다니 놀랍다" The Huffington Post. 2017년 8월 20일에 확인함.
181. ↑  키노시타 & 호리 1996, 85 페이지
182. 1 2  Cooper 1996, 198–200쪽.
183. ↑  Solomon 1972, 169쪽.
184. 1 2  Kerman, Tyson & Burnham 2001, 12.
185. ↑  Cooper 1996, 227, 230쪽.
186. ↑  Rosen 1972, 379–380쪽.
187. ↑  Kerman, Tyson & Burnham 2001, § 13.
188. ↑  Solomon 1990, 124쪽.
189. ↑  Steinberg, Michael P. (2006). 《Listening to reason: culture, subjectivity, and nineteenth-century music》. Princeton University Press. 59–60쪽. ISBN 978-0-691-12616-6. 2011년 8월 4일에 확인함.
190. ↑  Burnham, Scott G.; Steinberg, Michael P. (2000). 《Beethoven and his world》. Princeton University Press. 39–40쪽. ISBN 978-0-691-07073-5. 2011년 8월 4일에 확인함.
191. 1 2  Newman 1970, 486쪽.
192. ↑  https://www.beethoven.de/en/media/view/6748358303547392/scan/0
193. ↑  Carl Czerny, Über den richtigen Vortrag der sämtlichen Beethovenschen Klavierwerke (Vienna 1963), ed. Paul Badura-Skoda p.10
194. ↑  Ludwig van Beethoven, Brief an Nikolaus Zmeskall, Wien, November 1802, Autograph
195. 1 2  Skowroneck 2002, 530-531쪽.
196. ↑  Skowroneck 2002, 522쪽.
197. ↑  https://special-collections.wp.st-andrews.ac.uk/2018/02/02/beethoven-two-men-and-a-fortepiano/
198. ↑  Newman 1970, 489-90쪽.
199. ↑  Winston 1993.
200. ↑  https://www.beethoven.de/en/media/view/5356326855114752/Beethovens+Wohn-+und+Musikzimmer+im+%26quot%3BSchwarzspanierhaus%26quot%3B+in+Wien%2C+1827+-+Radierung+von+Gustav+Leybold+nach+einer+Zeichnung+von+Johann+Nepomuk+Hoechle?fromArchive=5461069061423104
201. ↑  https://www.beethoven.de/en/media/view/5758857464774656/Conrad+Graf%2C+Echtheitsbest%C3%A4tigung+f%C3%BCr+den+Fl%C3%BCgel+Ludwig+van+Beethovens%2C+Wien%2C+26.+Juni+1849%2C+Autograph?fromHansexpSearch=1&person=Graf%252C%2BConrad&parent=6261811254919168
202. ↑  S. Geiser, 'Ein Beethoven-Flügel in der Schweiz', Der Bund, no.469 (Berne, 3 Nov 1961), no.480 (10 Nov 1961)
203. ↑  Comini 2008, 316쪽.
204. ↑  “Golden Record Music List”. NASA. 2012년 7월 26일에 확인함.
205. ↑  “1815 Beethoven (1932 CE1)”. 《Minor Planet Center》. 2020년 4월 15일에 확인함.
206. ↑  “Beethoven (1932) by Arnold Foerster”. 《Public Art in Public Places》. 2020년 5월 13일. 2020년 5월 15일에 확인함.